# Rococo
Rococo, hay còn được gọi là Roccoco hoặc Hậu Baroque, là một phong cách kiến trúc, nghệ thuật và trang trí đặc biệt cầu kỳ và kịch tính. Phong cách này là sự kết hợp giữa sự bất đối xứng, những đường cong uốn lượn, kỹ thuật thếp vàng, các gam màu phấn tiên và màu trắng, đường gờ điêu khắc tinh xảo, và kỹ thuật trompe-l'œil trong vẽ tranh bích họa để tạo nên sự bất ngờ và ảo giác về chuyển động và sự kịch tích. Rococo thường được xem là biểu hiện cuối cùng của phong trào Baroque.
Phong cách Rococo khởi nguồn từ Pháp vào thập niên 1730 như là một sự đối lập với phong cách Louis XIV mang tính hình thức dưới cái tên "phong cách Rocaille". Rococo nhanh chóng lan rộng và phát triển trên toàn châu Âu, đặc biệt là ở miền Bắc nước Ý, Áo, miền Nam nước Đức, Trung Âu và Nga. Phong cách này cũng có ảnh hưởng sâu rộng lên loại hình nghệ thuật khác, đặc biệt là điêu khắc, nội thất, đồ bạc, hội họa, âm nhạc, sân khấu và văn học. Ban đầu, Rococo là một phong cách thế tục và chủ yếu được sử dụng trong trang trí nội thất tư gia, nhưng khía cạnh tâm linh đã dẫn đến sự phổ biến của phong cách này trong trang trí nội thất nhà thờ, đặc biệt là ở Trung Âu, Bồ Đào Nha và Nam Mỹ.
| Lịch sử kiến trúc phương Tây |
| Kiến trúc thời kì đồ đá      |
| Kiến trúc Ai Cập cổ đại      |
| Kiến trúc Lưỡng Hà           |
| Kiến trúc cổ điển            |
| Kiến trúc Hy Lạp cổ đại      |
| Kiến trúc La Mã cổ đại       |
| Kiến trúc thời Trung Cổ      |
| Kiến trúc Byzantine          |
| Kiến trúc Romanesque         |
| Kiến trúc Gothic             |
| Kiến trúc Phục Hưng          |
| Kiến trúc Baroque            |
| Kiến trúc Rococo             |
| Kiến trúc Tân cổ điển        |
| Kiến trúc hiện đại           |
| Kiến trúc hậu hiện đại       |
|                              |
| Các mục từ                   |

## Thư viện ảnh

### Kiến trúc

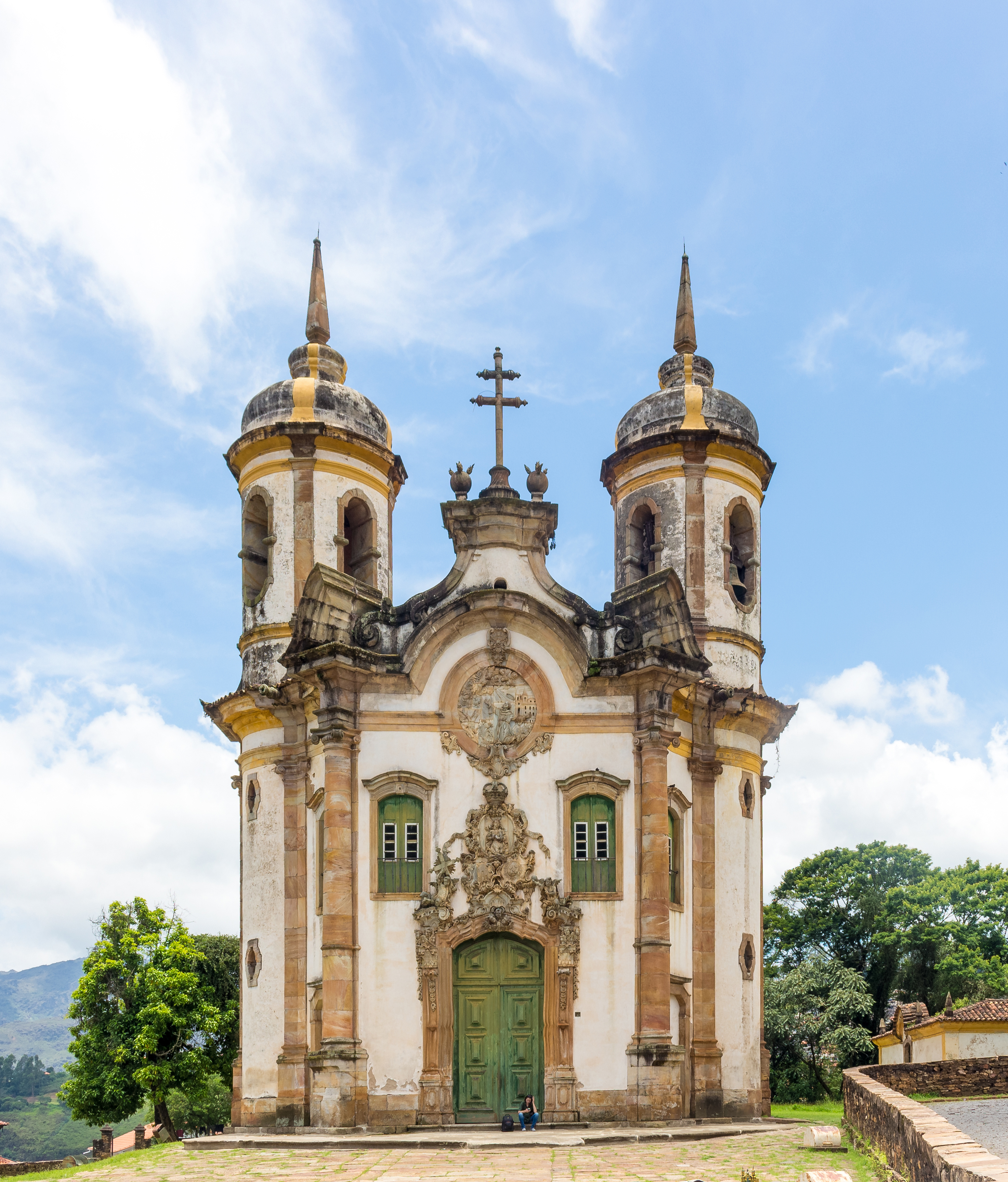
Nhà thờ Thánh Francisco thành Assis (Ouro Preto), Brasil, 1749 – 1774, bởi Aleijadinho
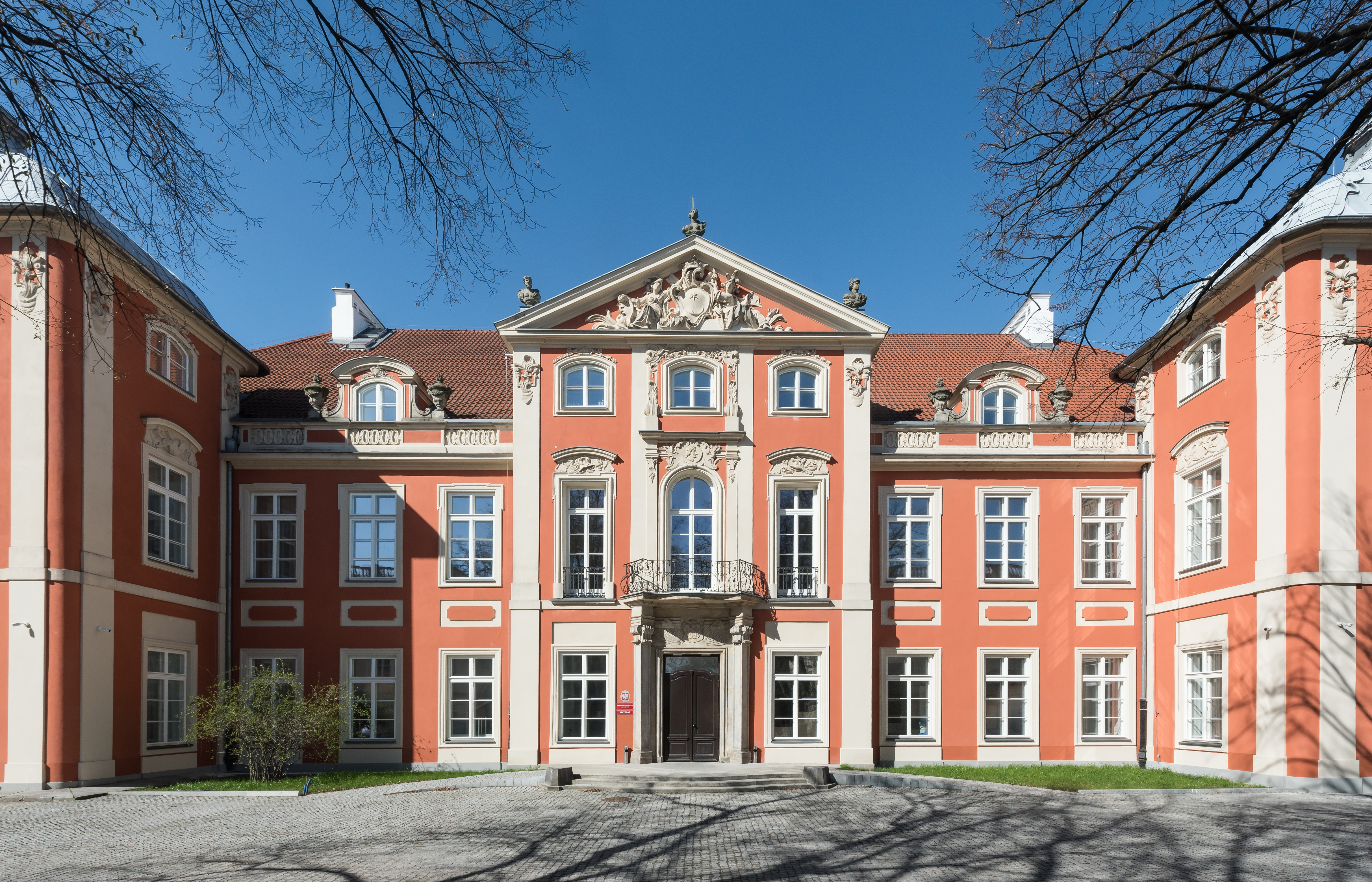
Cung điện Czapski ở Warszawa, Ba Lan, 1712 – 1721
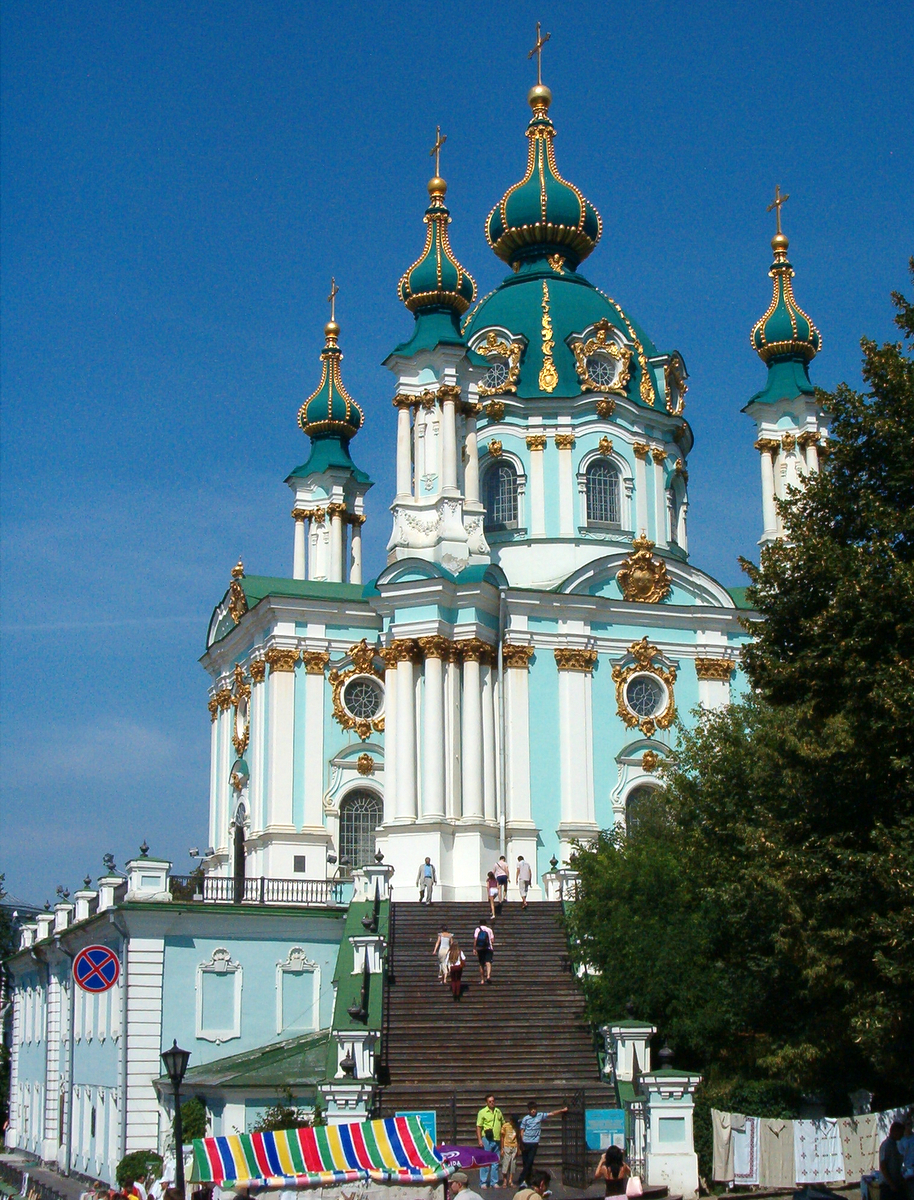
Nhà thờ Thánh Andrei, Kyiv, 1744 – 1767, thiết kế bởi Francesco Bartolomeo Rastrelli
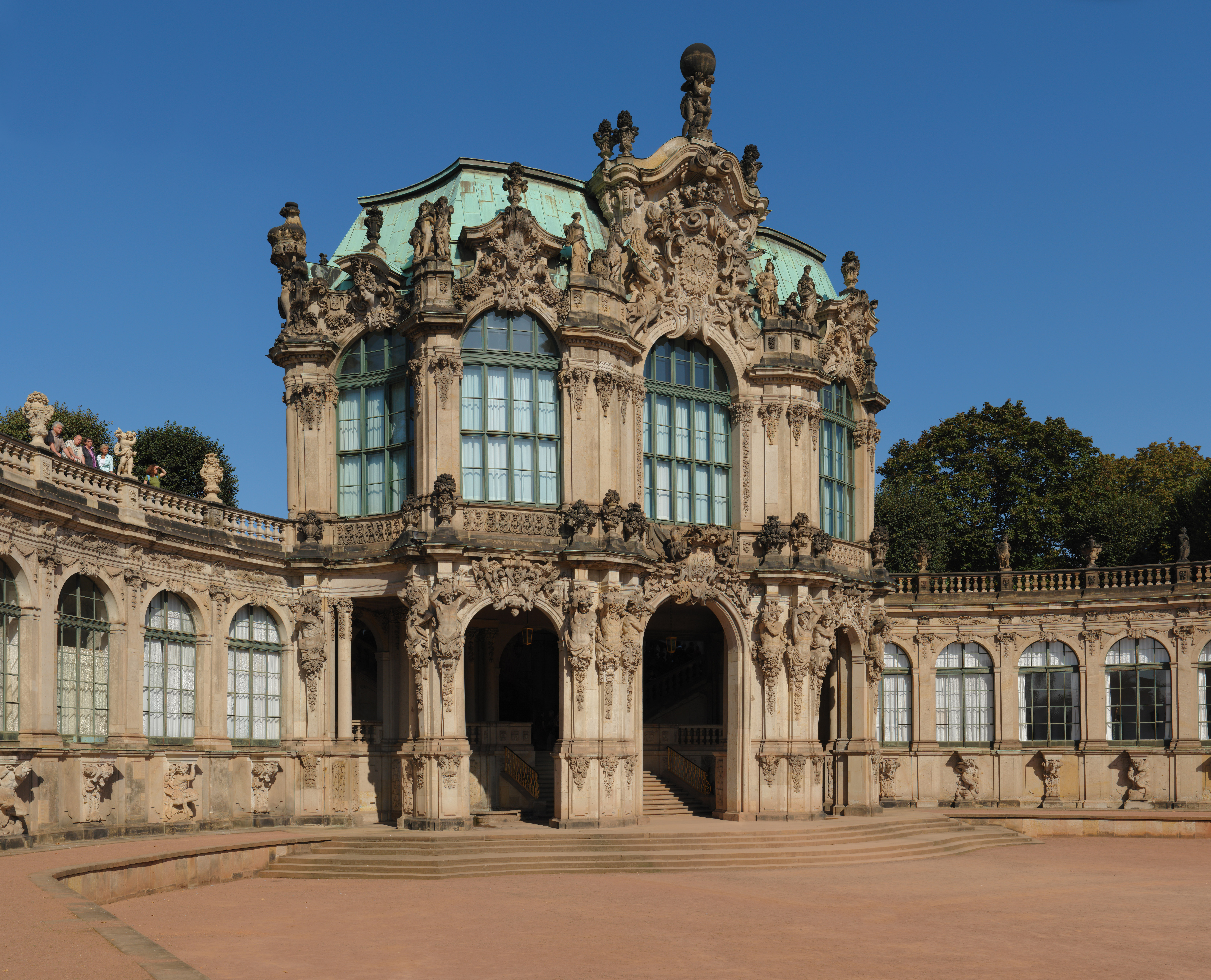
Zwinger (Dresden)
Eszterháza ở Fertőd, Hungary, 1720 – 1766, đôi khi được gọi là "Versailles của Hungary"
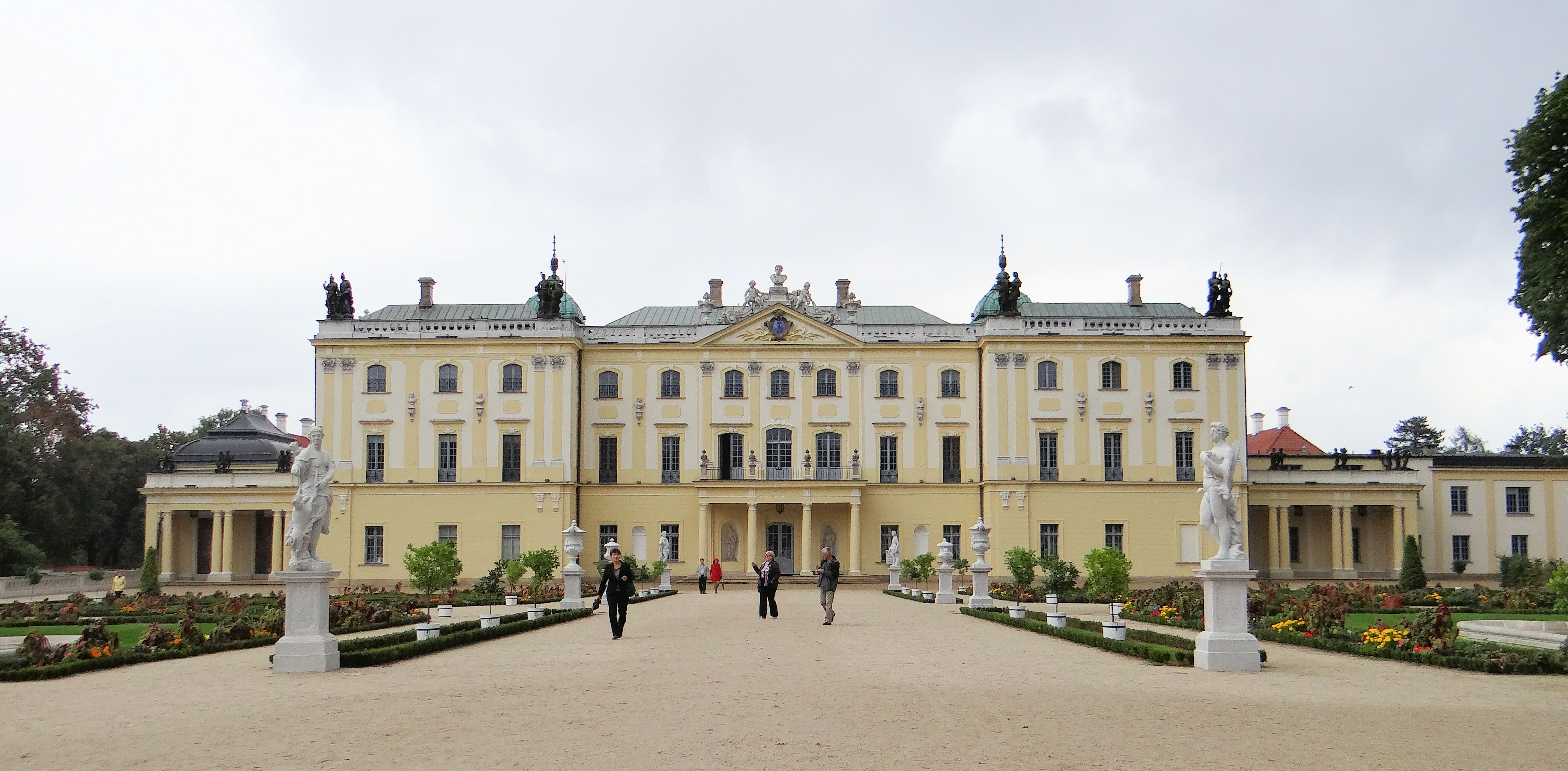
Branicki Palace, Białystok, đôi khi được gọi là "Versailles của Ba Lan"
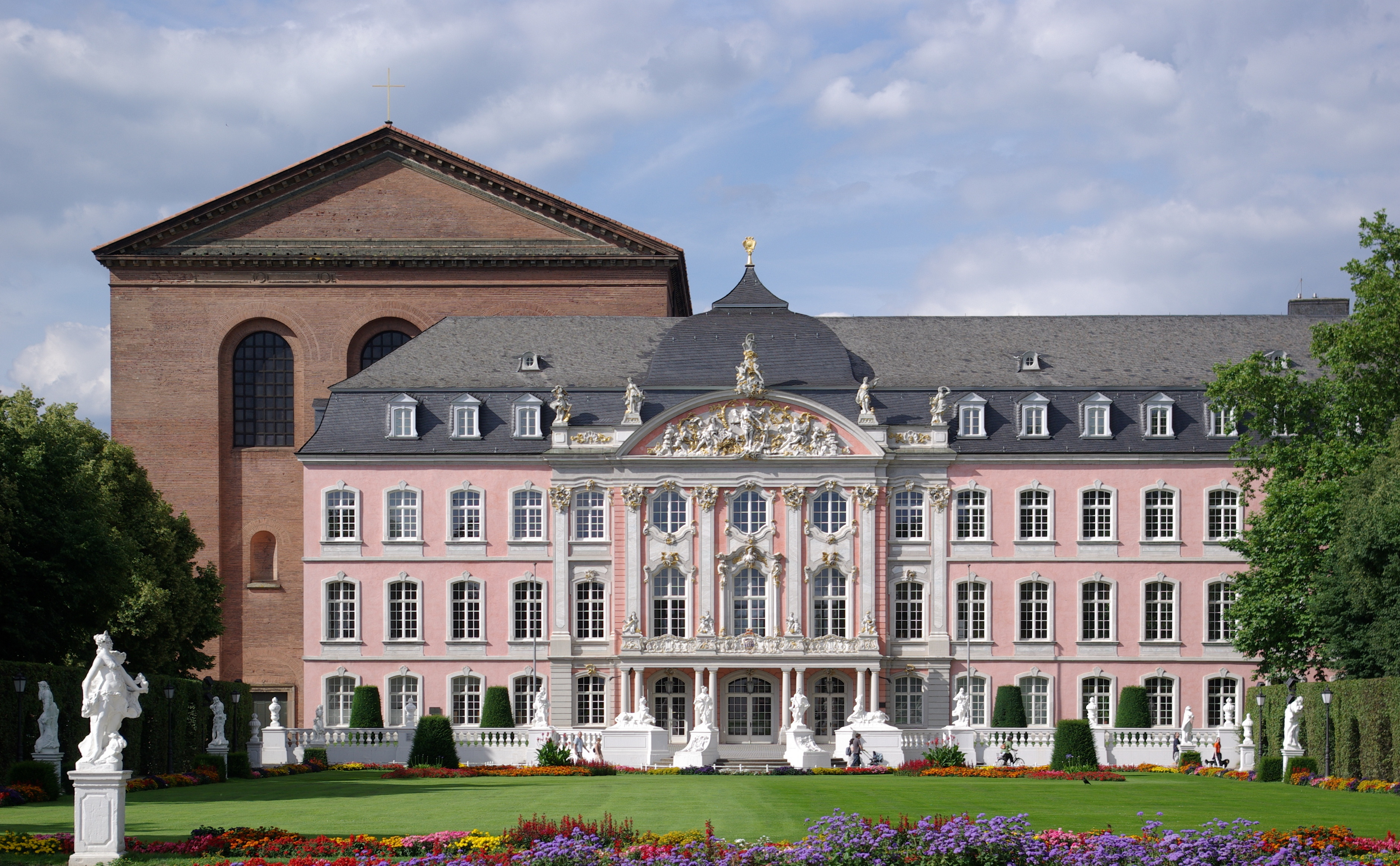
Cung điện Tuyển hầu tước, Trier
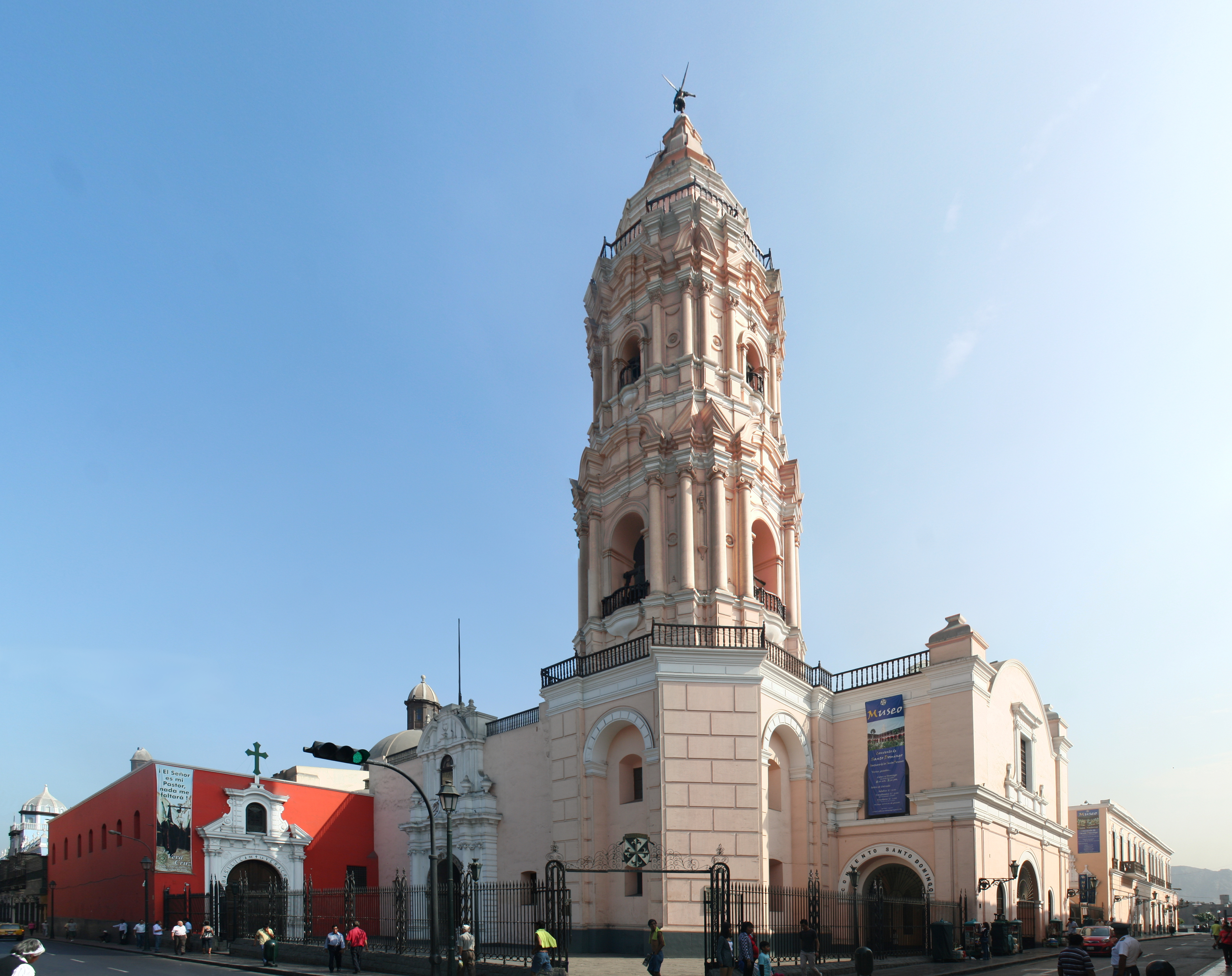
Vương cung thánh đường và Tu viện Santo Domingo, Lima, Peru, hoàn thiện vào năm 1766, bởi Manuel de Amat y Junyent
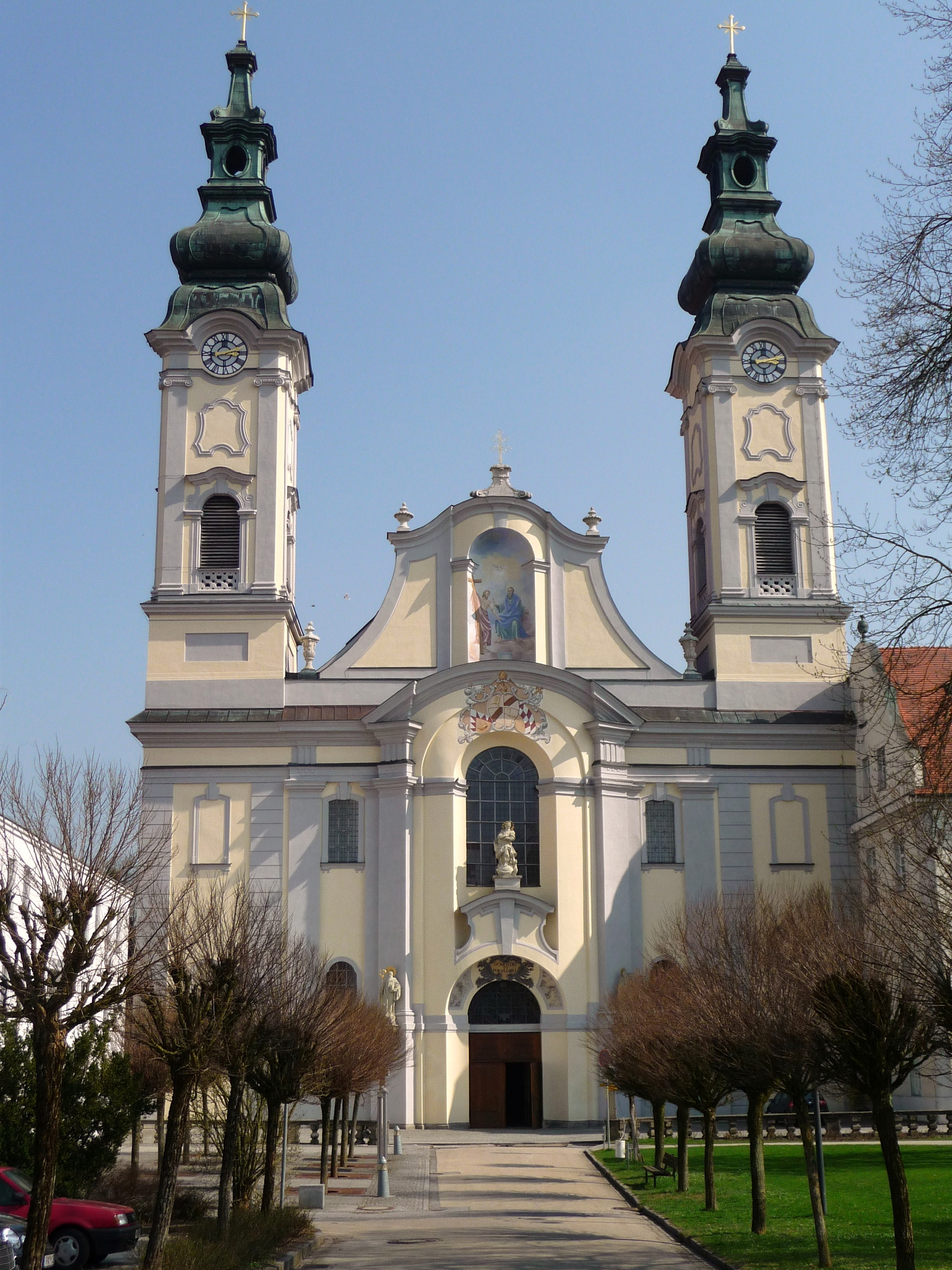
Tu viện Fürstenzell, 1739-1744

### Tranh khắc

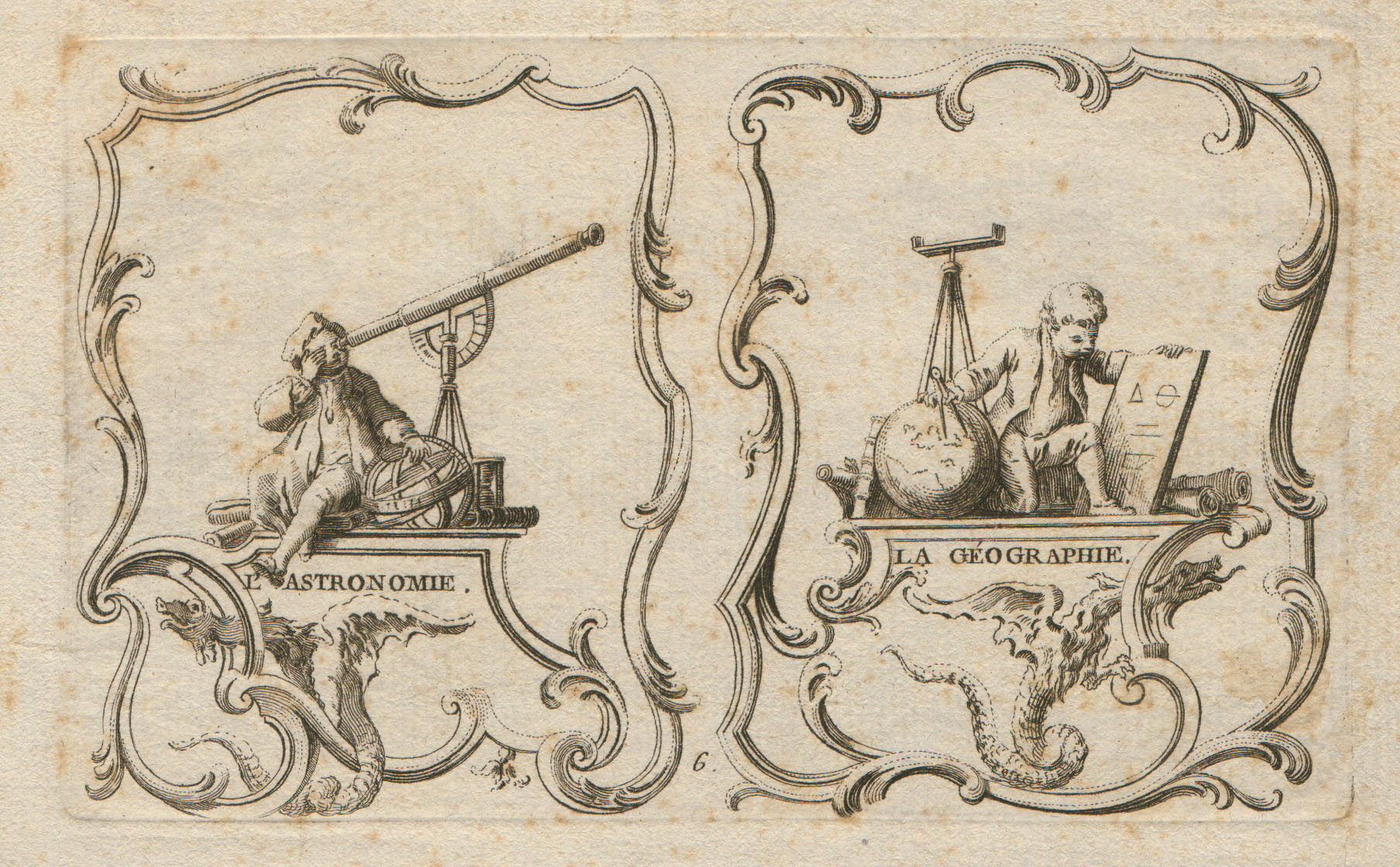
Không rõ họa sĩ. Biểu tưởng thiên văn và địa lý. Pháp (?), k. 1750s
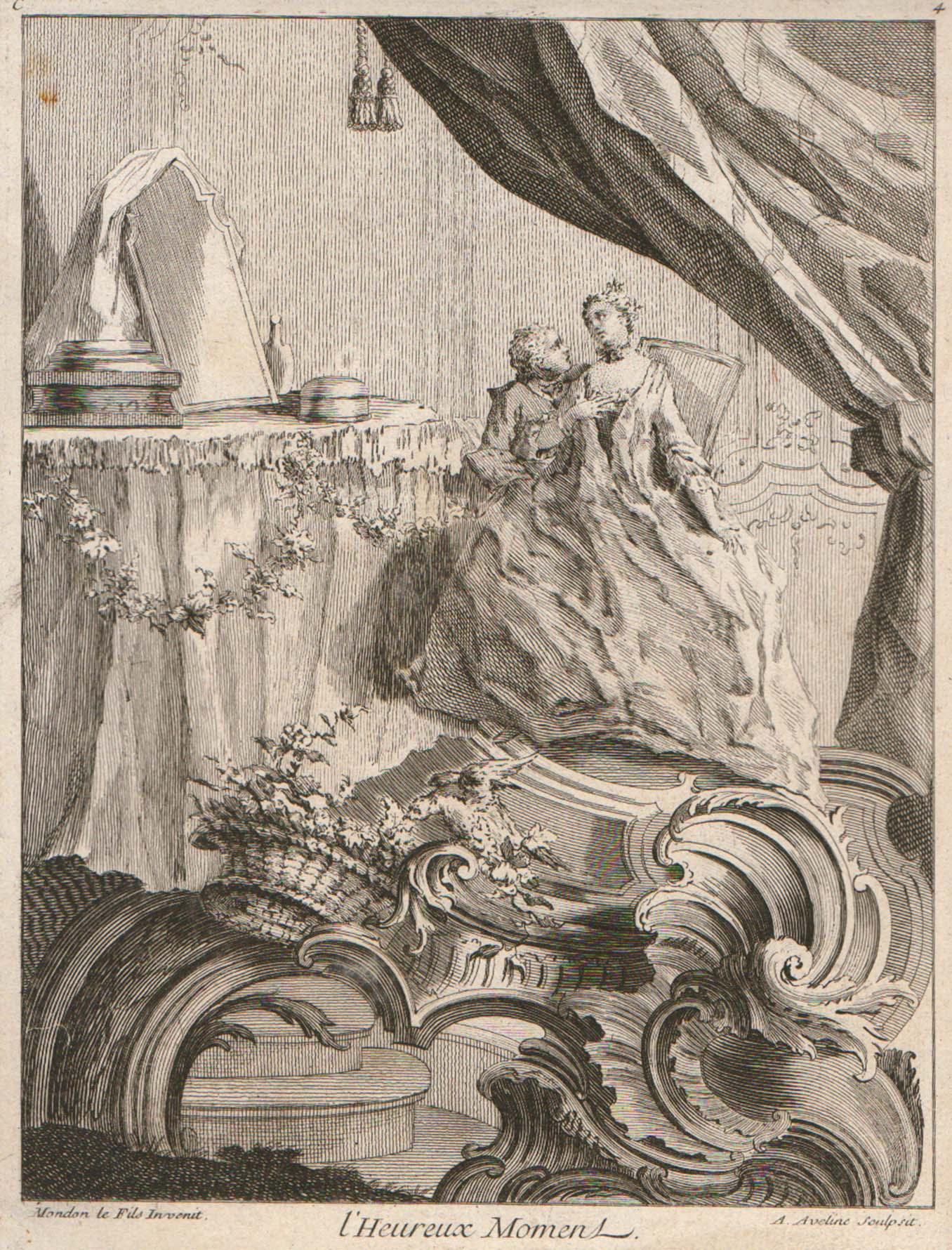
A. Avelin phỏng theo Mondon le Fils. Khoảnh khắc hạnh phúc. 1736
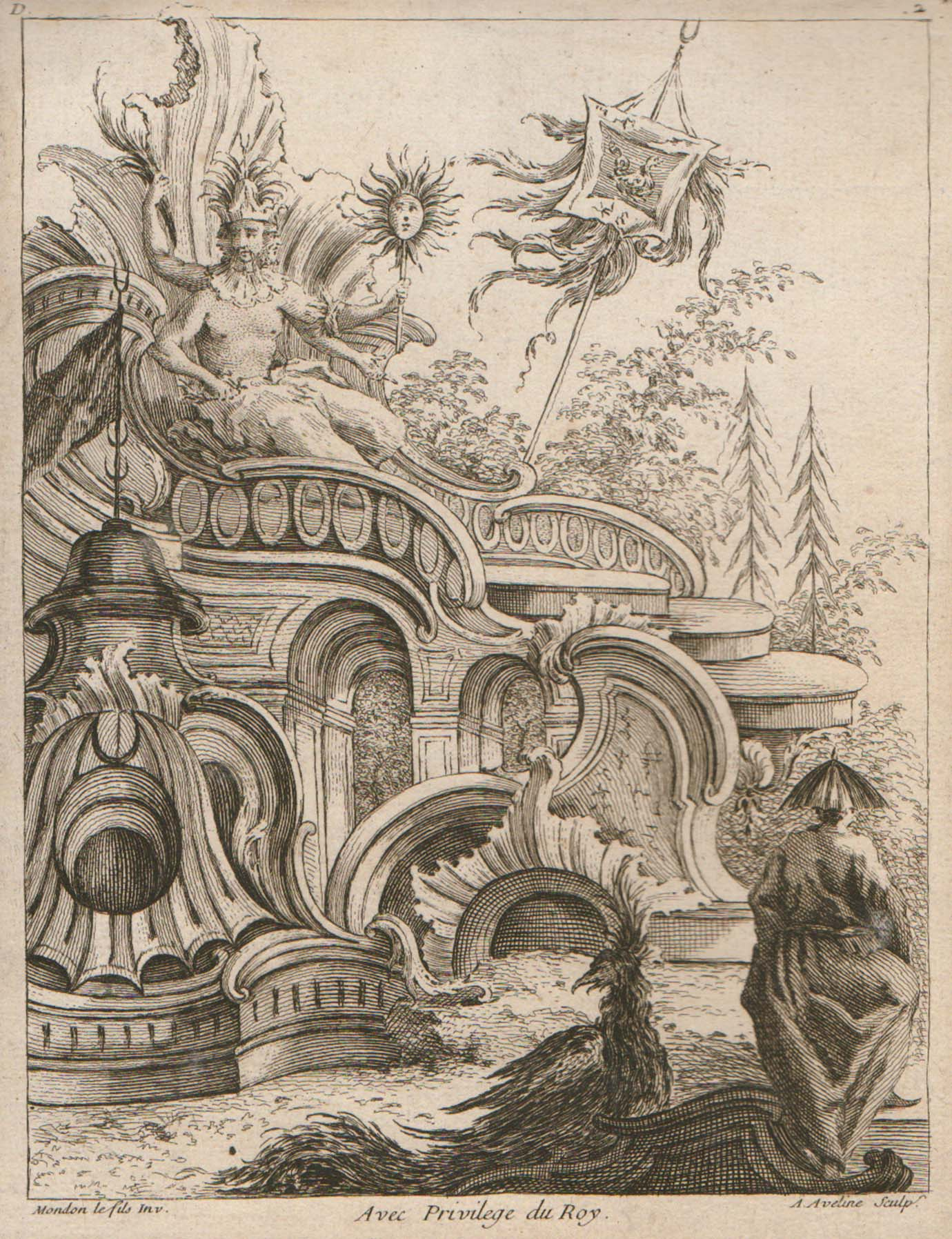
A. Avelin phỏng theo Mondon le Fils. Vị thần Trung Hoa. Một bức tranh khắc từ tác phẩm «Quatrieme livre des formes, orneė des rocailles, carteles, figures oyseaux et dragon» 1736

### Hội họa

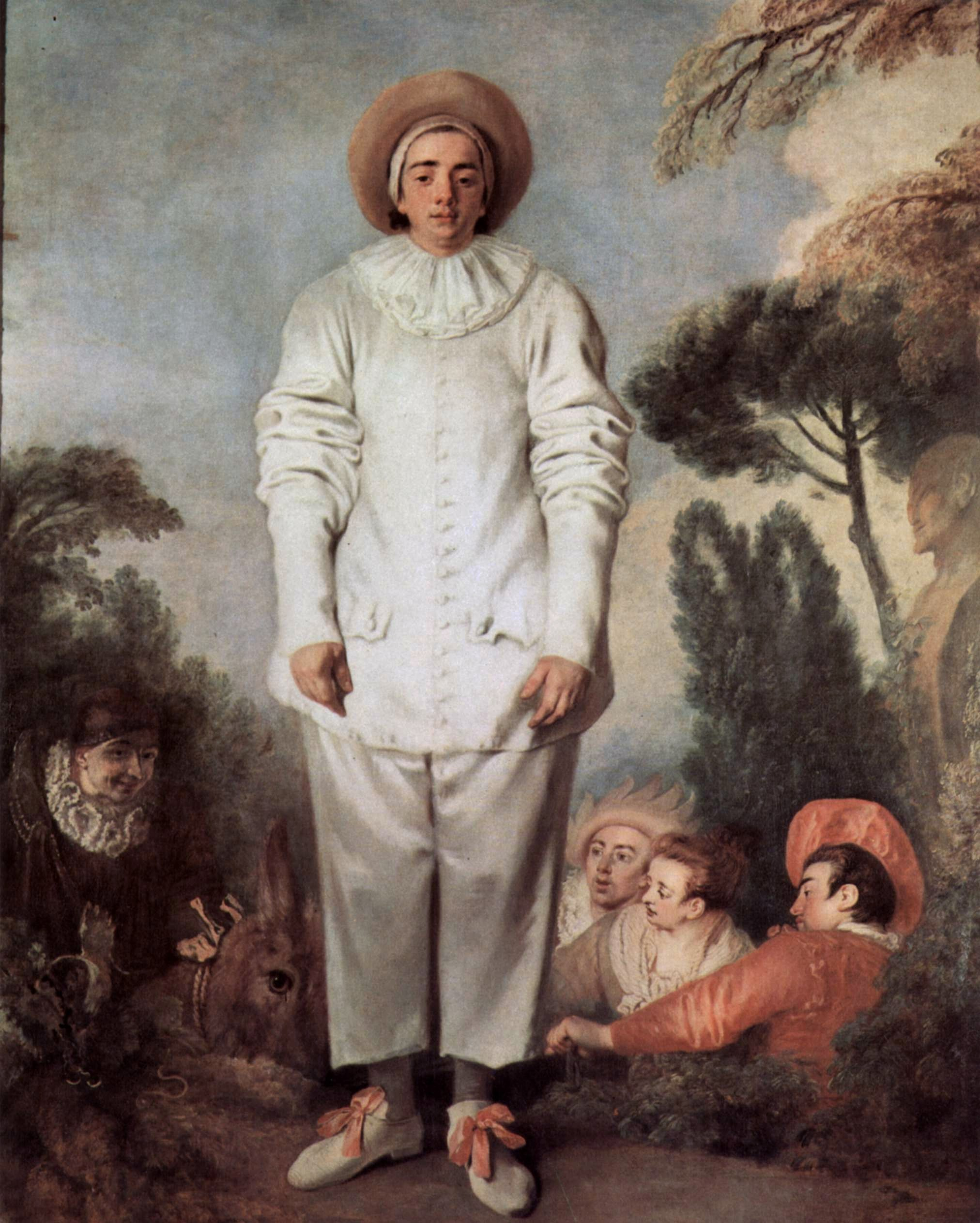
Jean-Antoine Watteau, Pierrot, 1718 – 1719
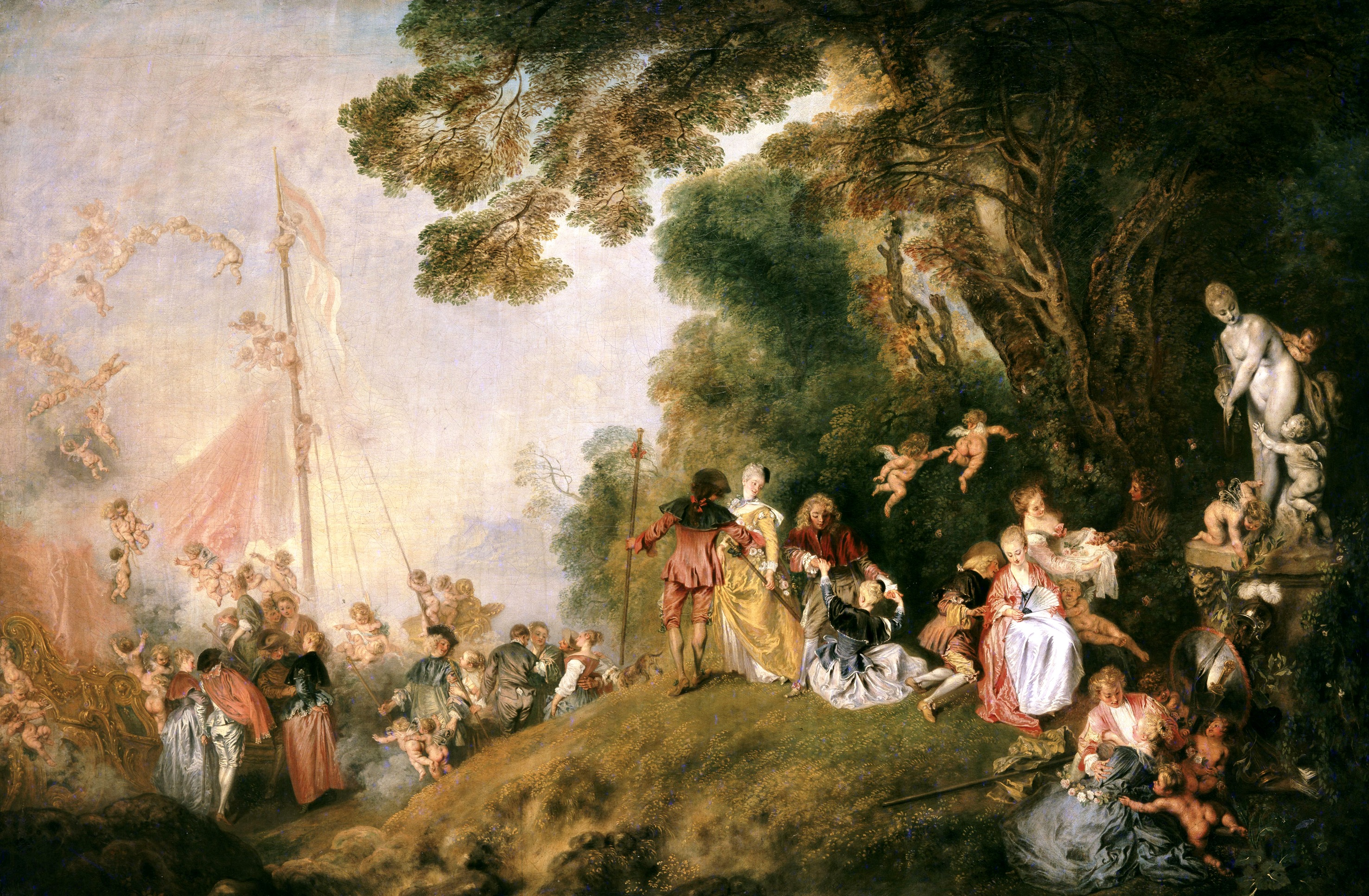
Antoine Watteau, Chuyến lên đường đến Cythera, 1718 – 1721
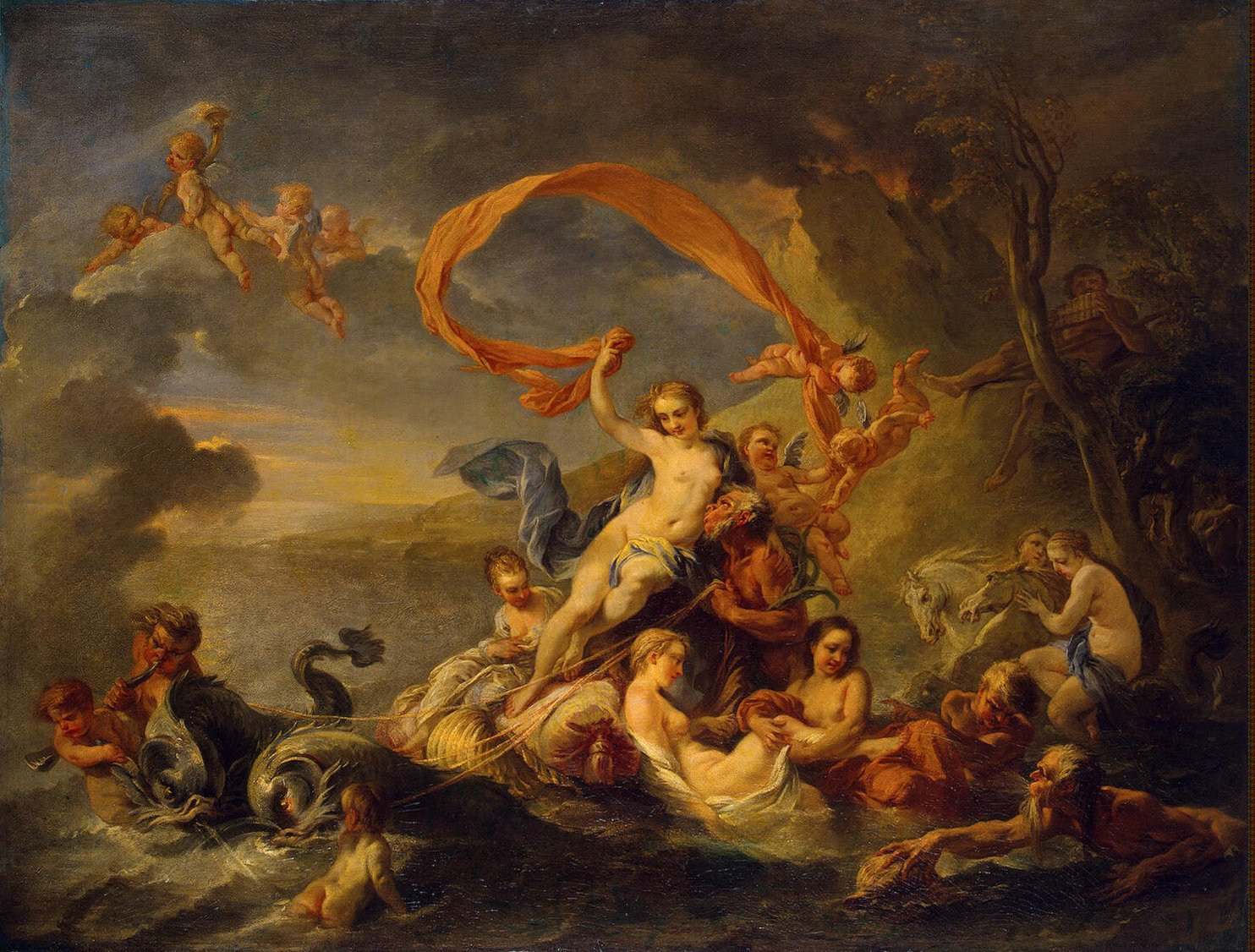
Jean-Baptiste van Loo, Chiến thắng của Galatea, 1720
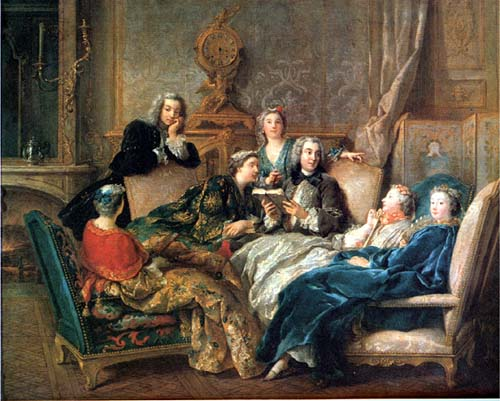
Jean François de Troy, Buổi đọc tác phẩm của Molière, 1728
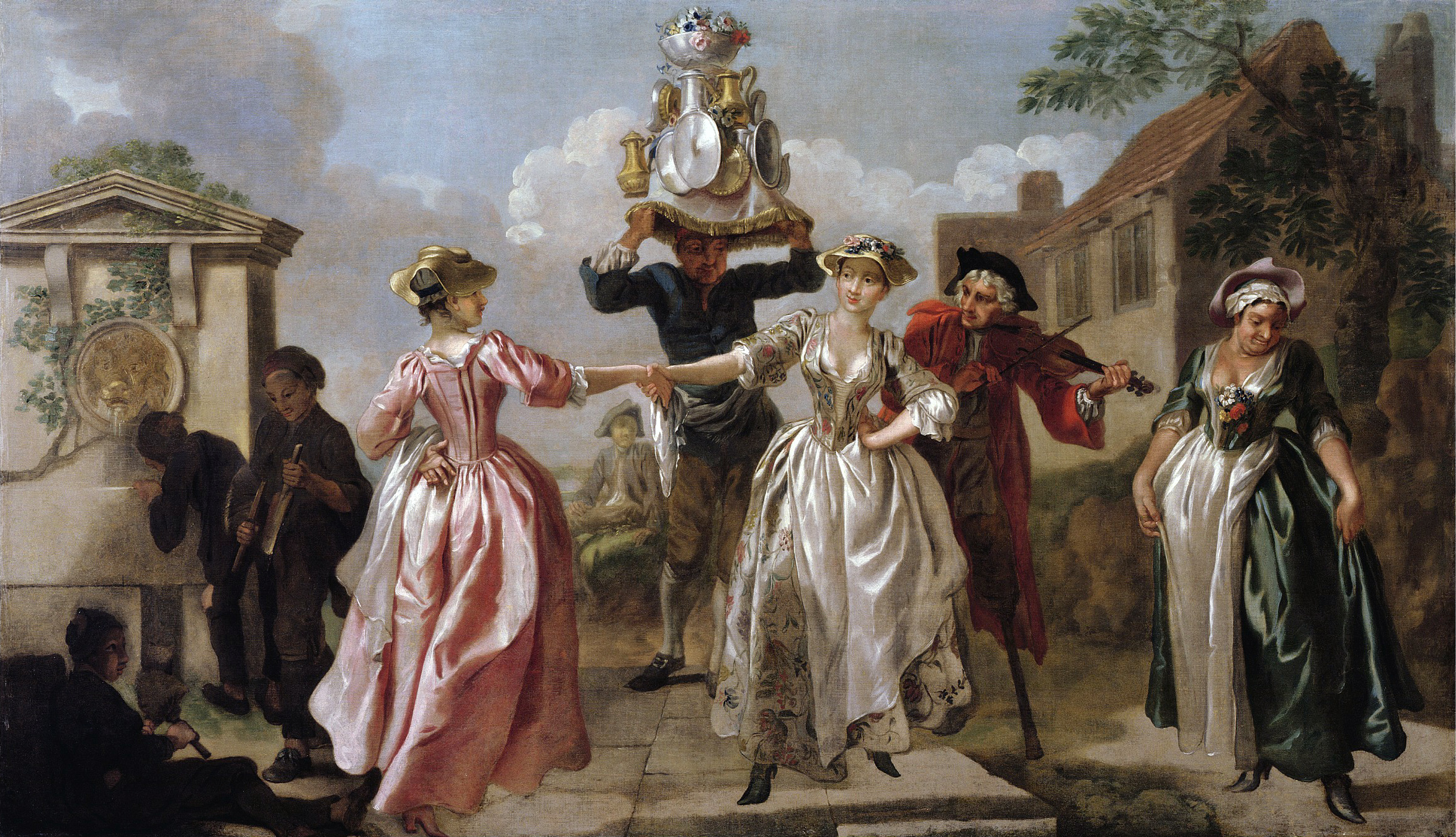
Francis Hayman, Những cô gái vắt sữa đang nhảy múa, 1735
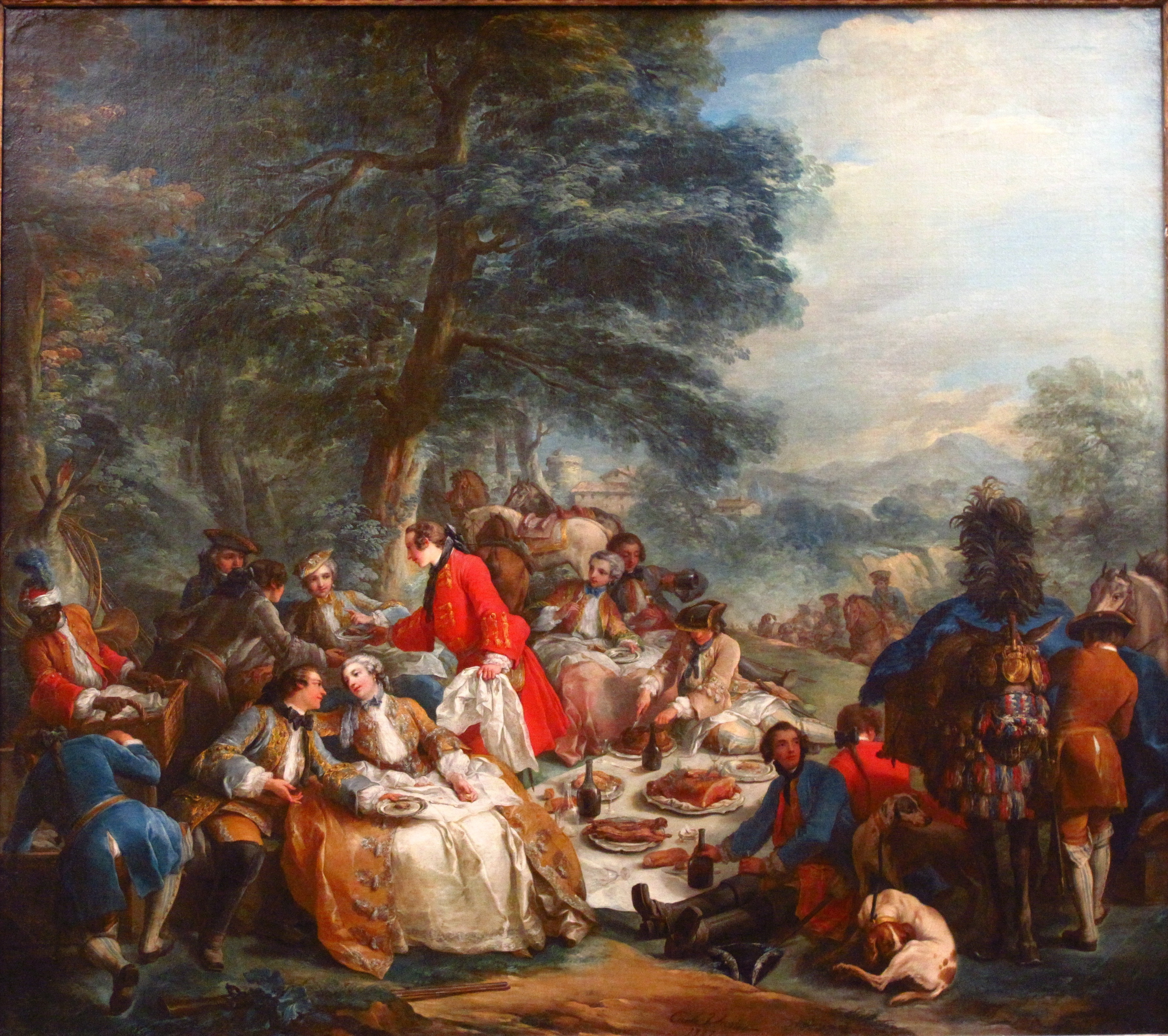
Charles-André van Loo, Dừng chân trong buổi đi săn, 1737
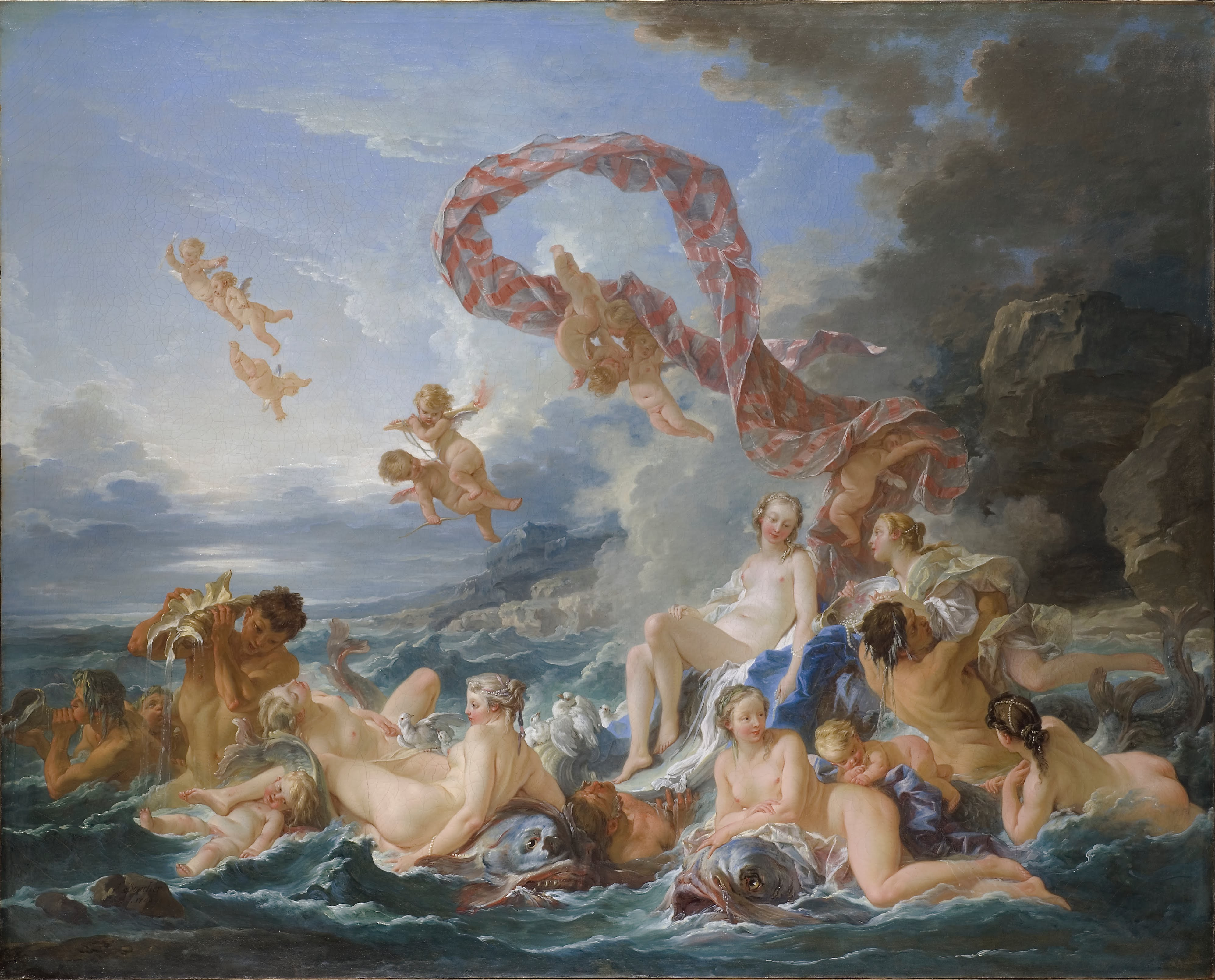
François Boucher, Chiến thắng của thần Vệ Nữ, 1740
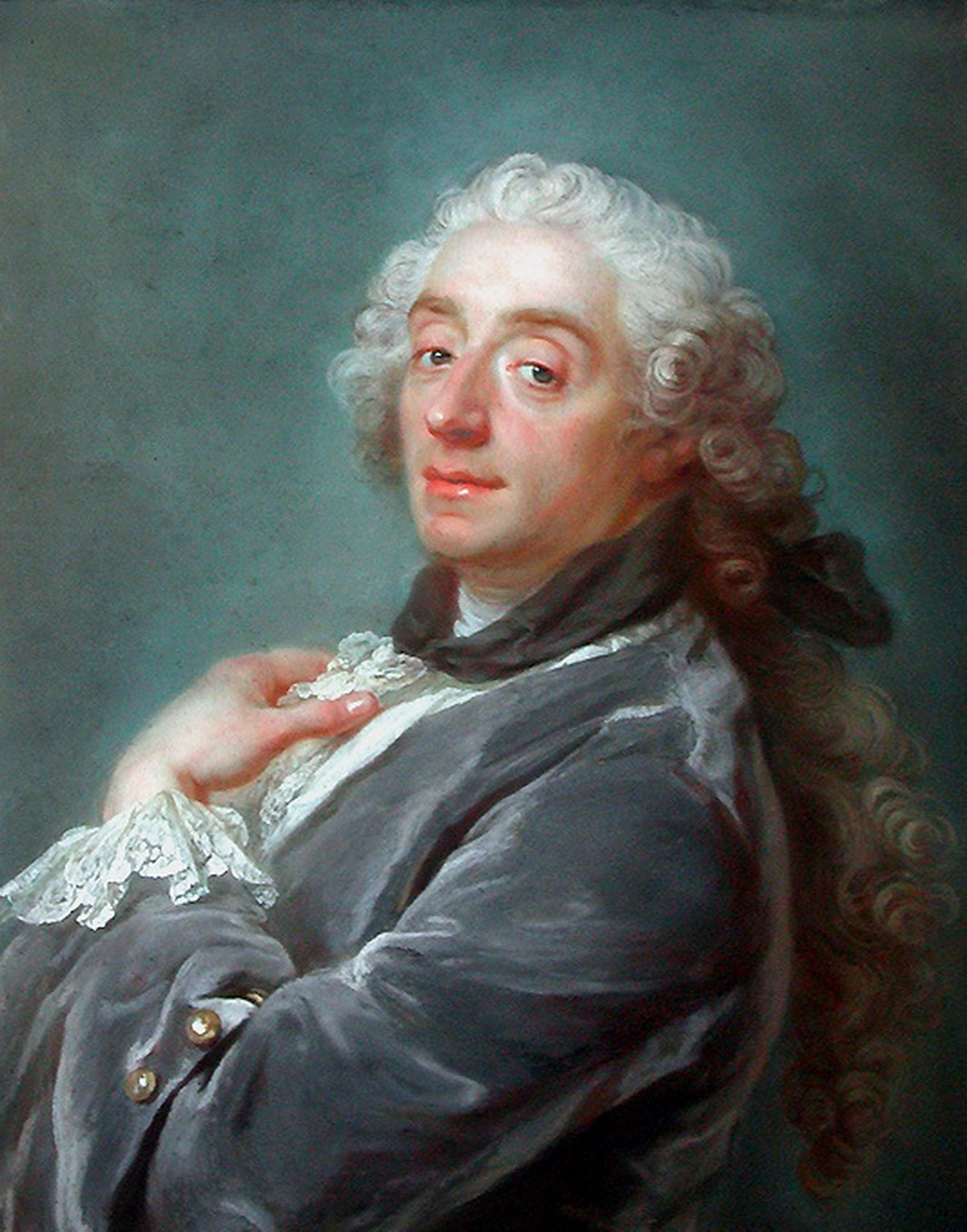
Gustaf Lundberg, Chân dung François Boucher, 1741
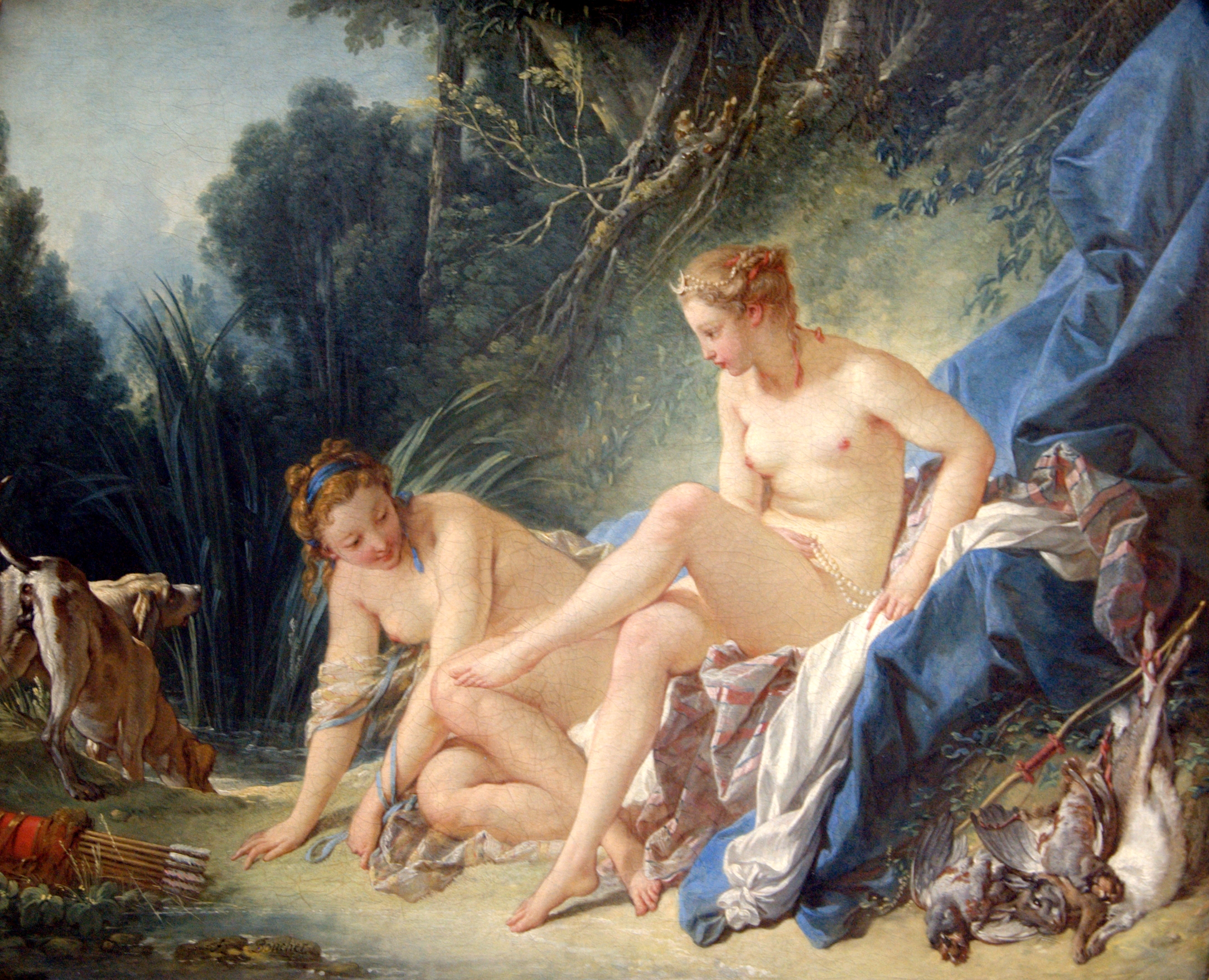
François Boucher, Diana rời khỏi bồn tắm, 1742
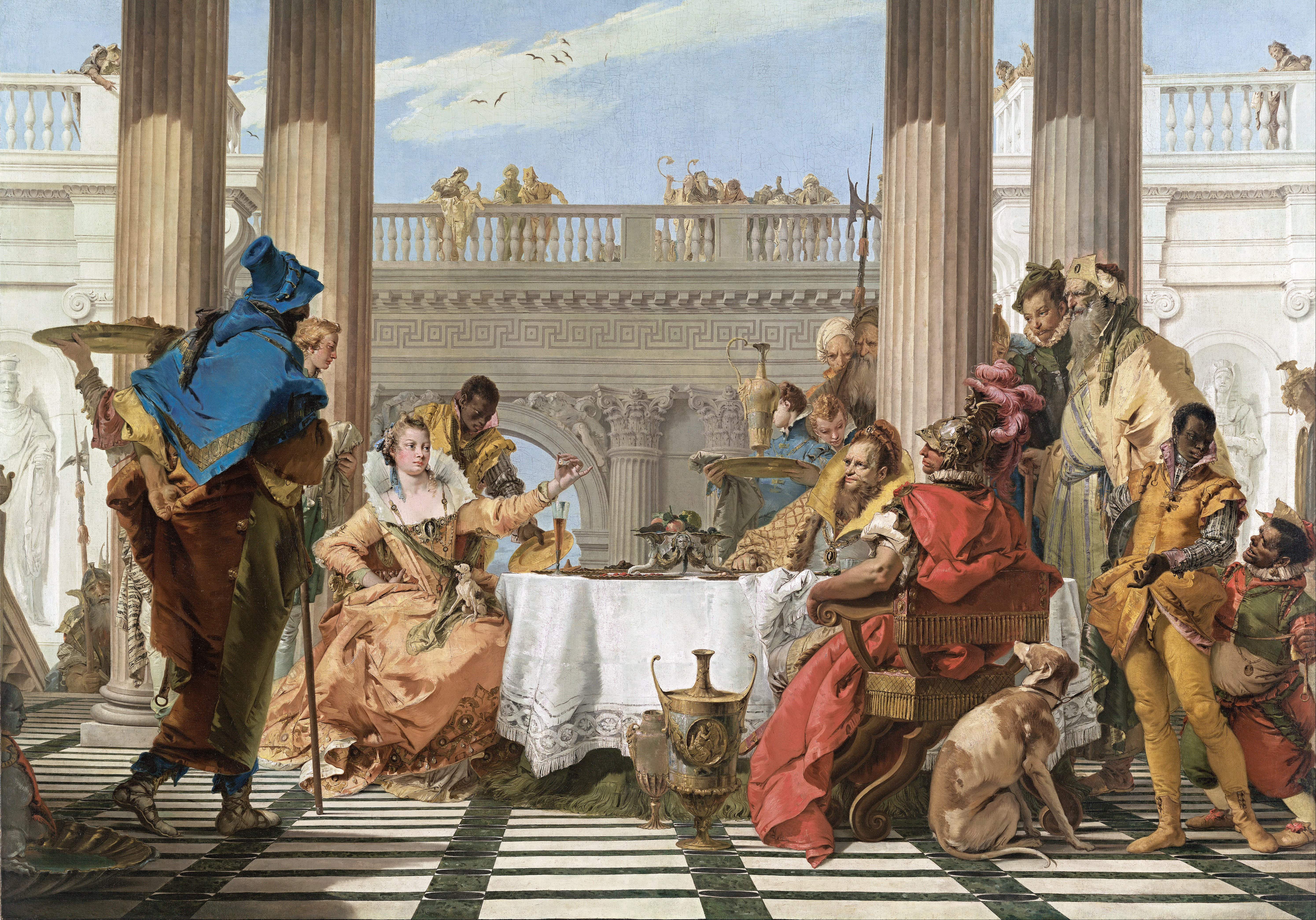
Giovanni Battista Tiepolo, Yến tiệc của Cleopatra, 1743
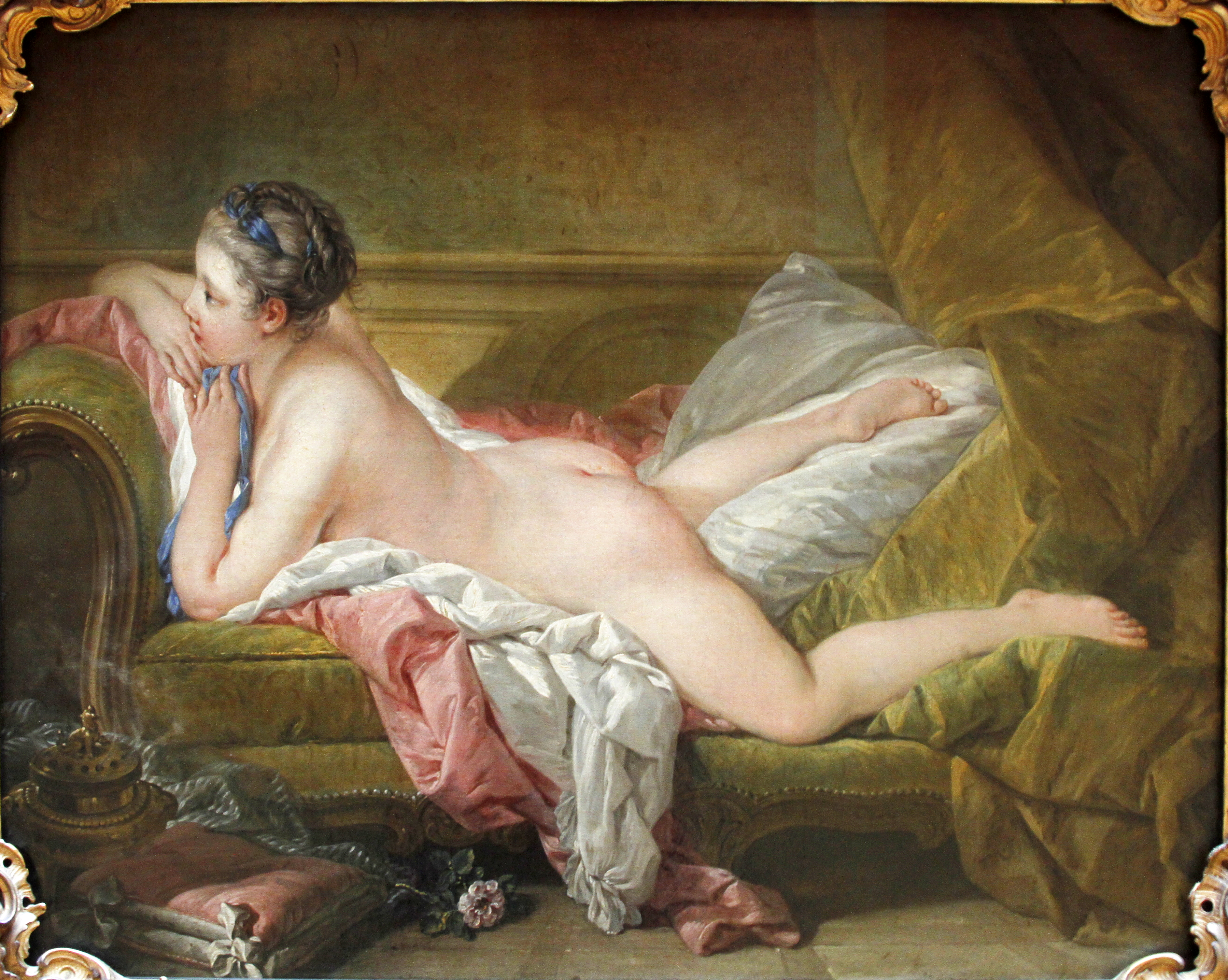
François Boucher, Marie-Louise O'Murphy, 1752
Maurice Quentin de La Tour, Chân dung Hầu tước phu nhân de Pompadour, 1748 – 1755
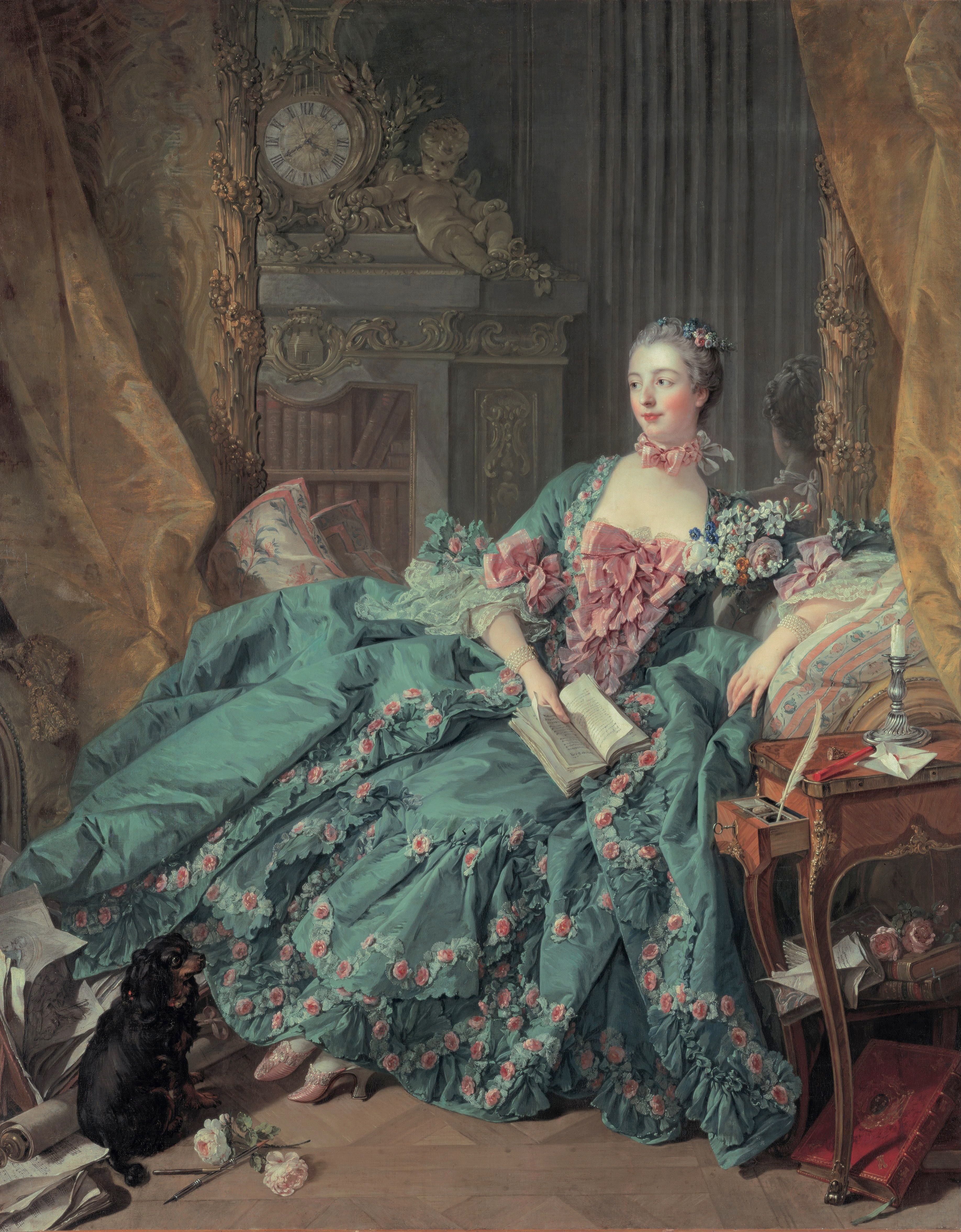
François Boucher, Chân dung Hầu tước phu nhân de Pompadour, 1756
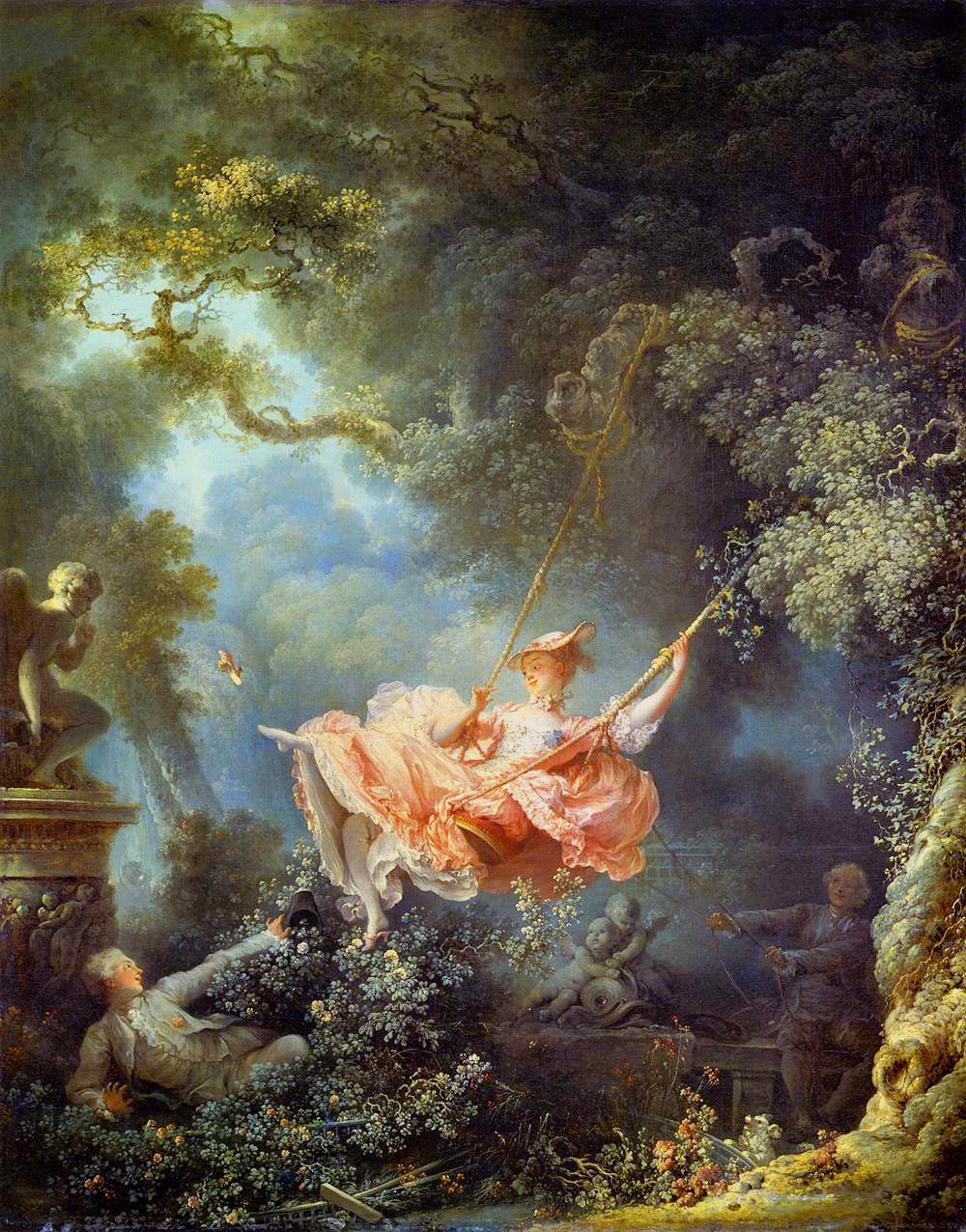
Jean-Honoré Fragonard, Xích đu, 1767
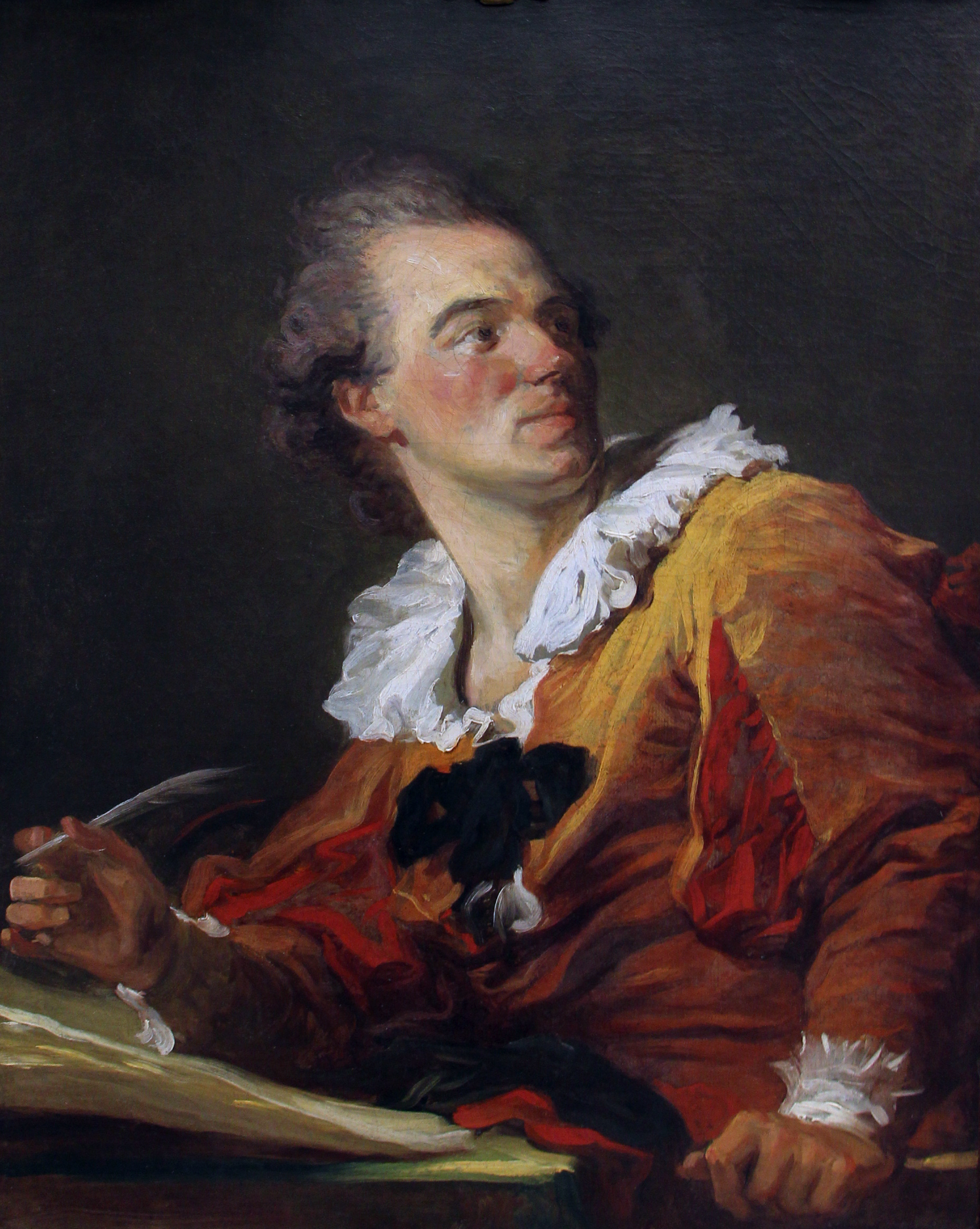
Jean-Honoré Fragonard, Cảm hứng, 1769
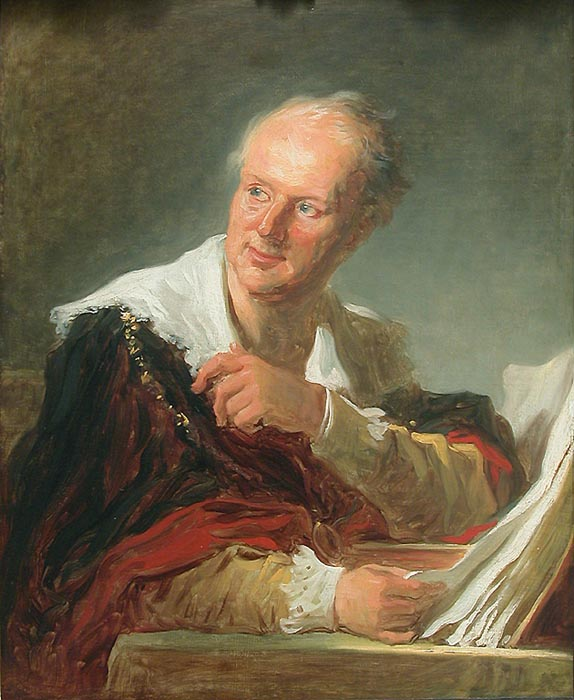
Jean-Honoré Fragonard, Chân dung một người đàn ông, trước bị nhầm là Denis Diderot, 1769
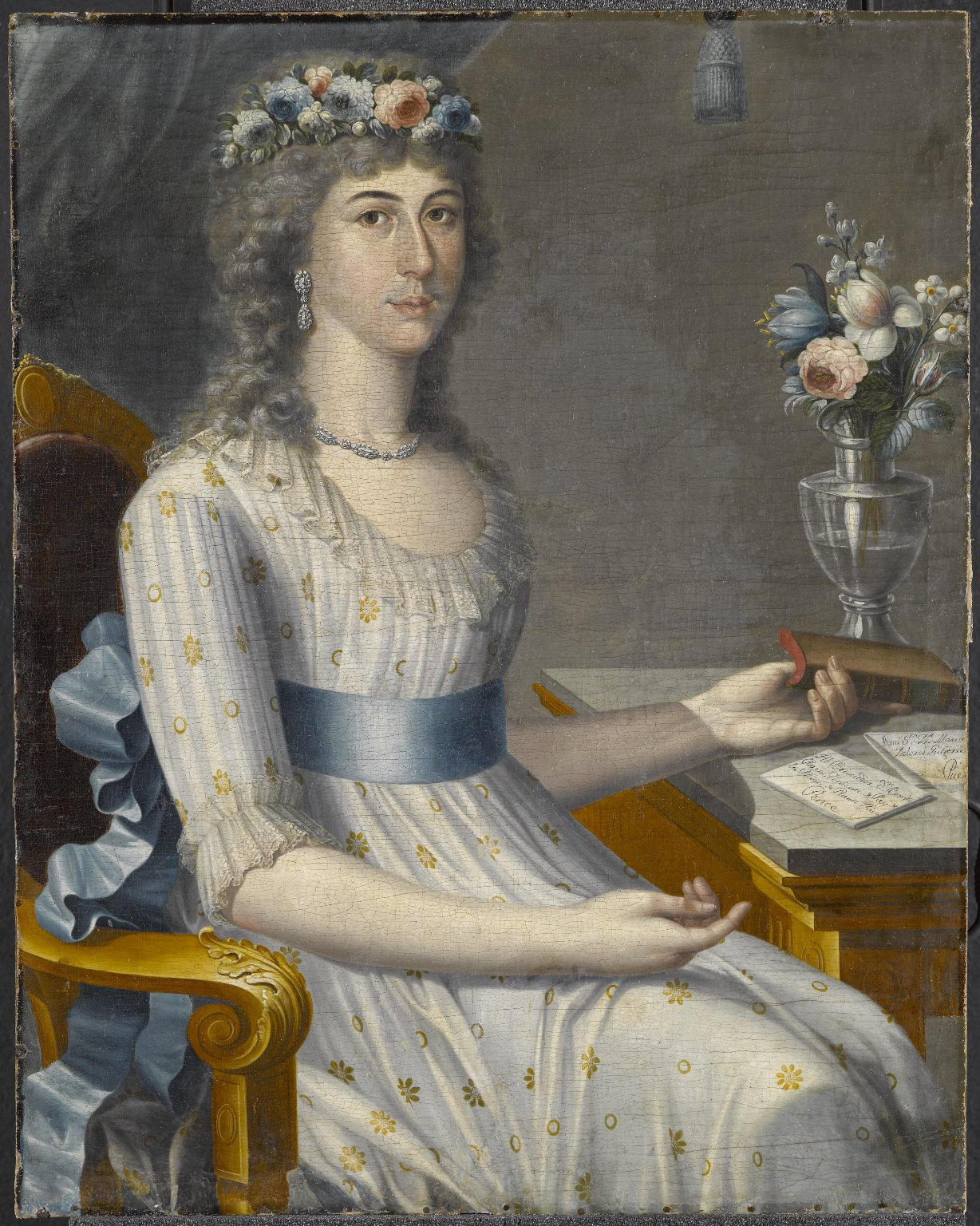
José Campeche, Doña María de los Dolores Gutiérrez del Mazo y Pérez, k. 1796
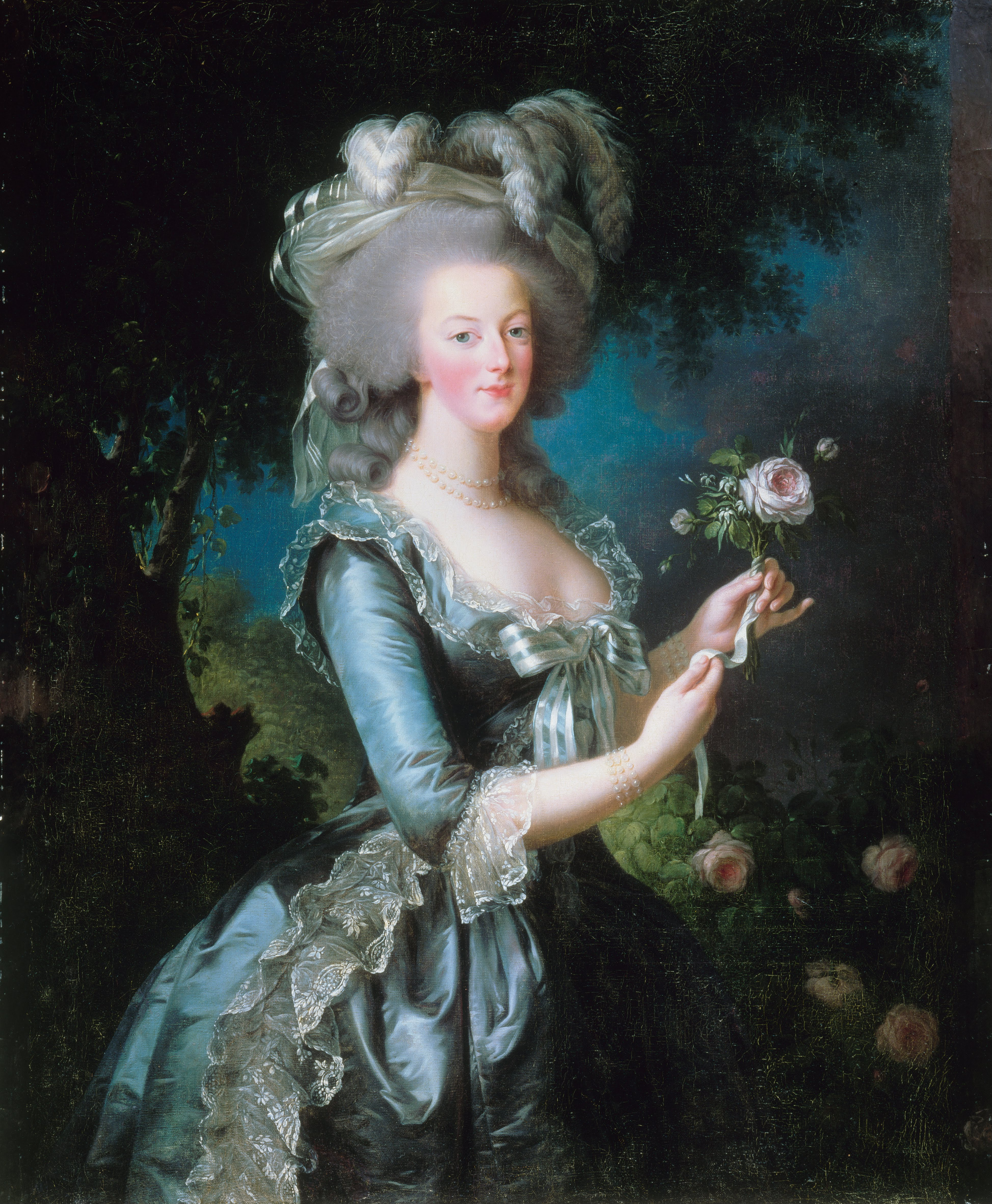
Élisabeth Vigée Le Brun, Marie Antoinette với một bông hồng, 1783
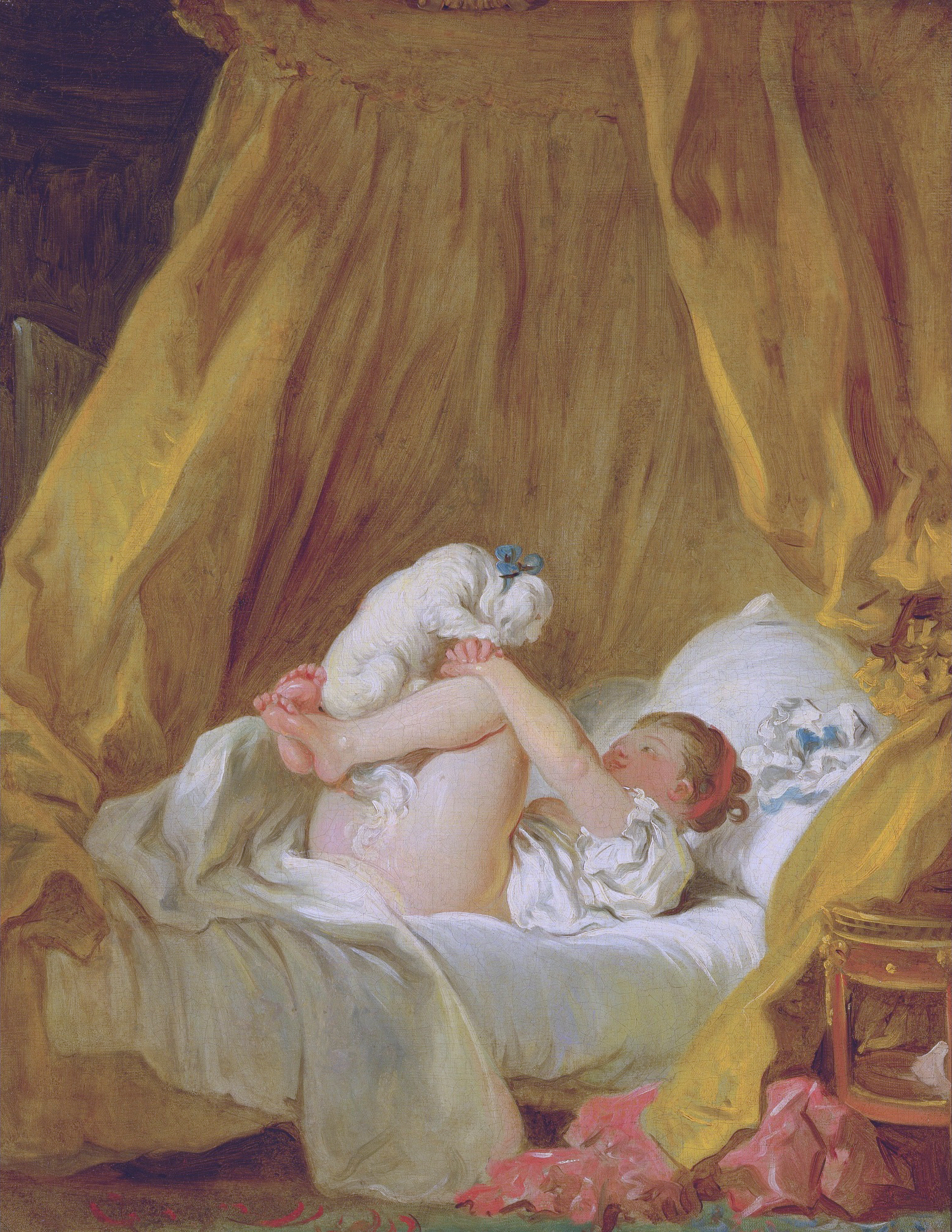
Jean-Honoré Fragonard, La Gimblette, 1770–1775
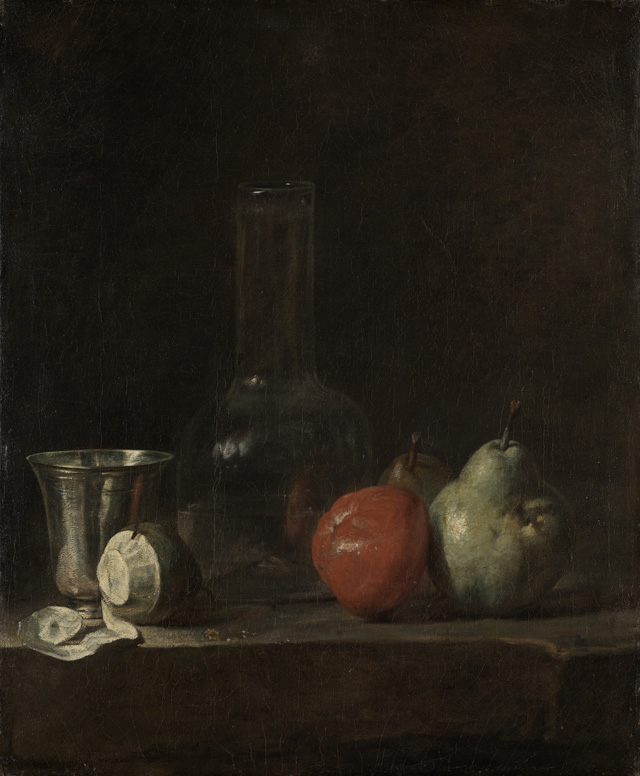
Jean-Baptiste-Siméon Chardin, Tranh tĩnh vật với bình thủy tinh và trái cây, k. 1750
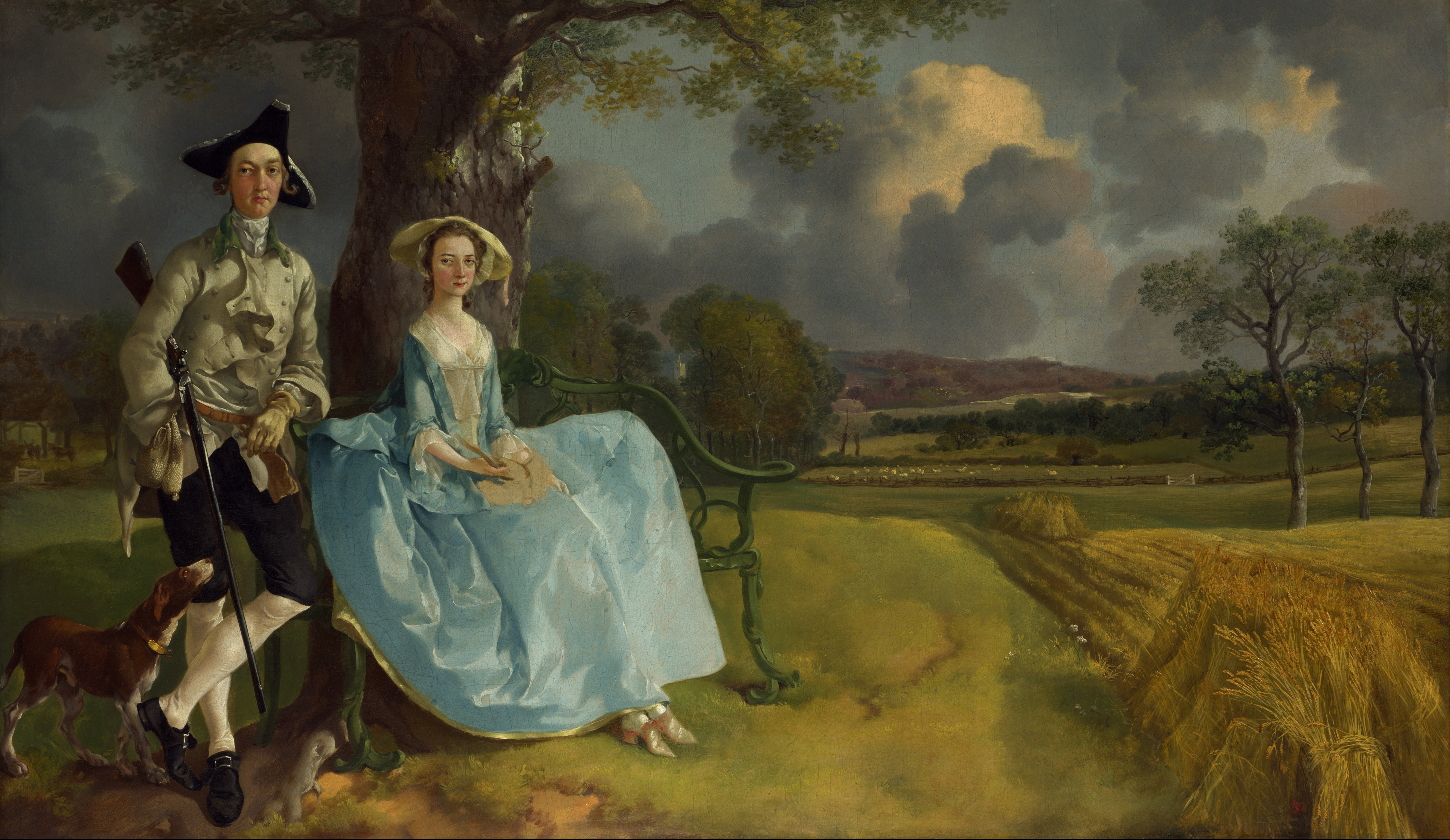
Thomas Gainsborough, Ông và Bà Andrews, 1750
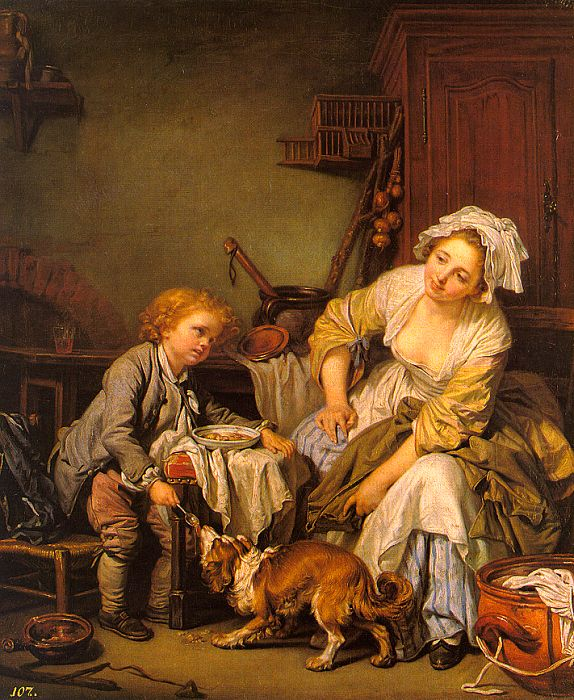
Jean-Baptiste Greuze, Đứa trẻ hư, k. 1765
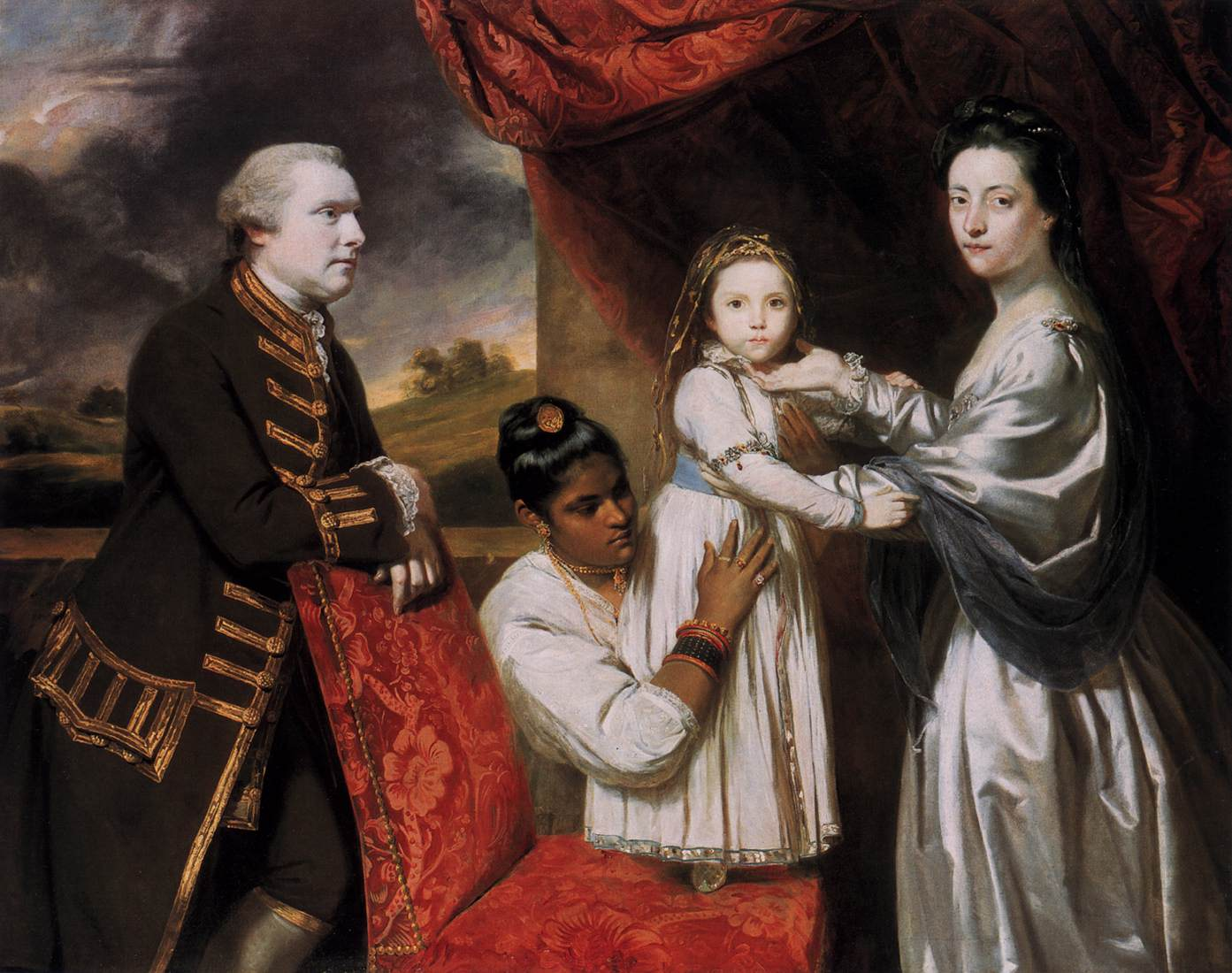
Joshua Reynolds, George Clive và gia đình ông với người hầu Ấn Độ, 1765
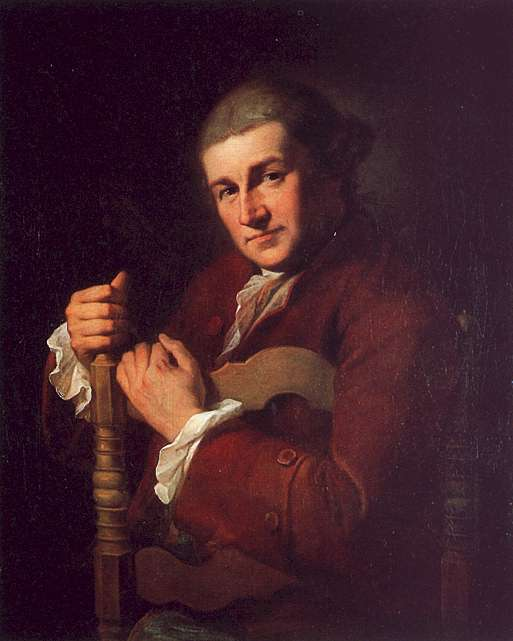
Angelica Kauffmann, Chân dung David Garrick, k. 1765
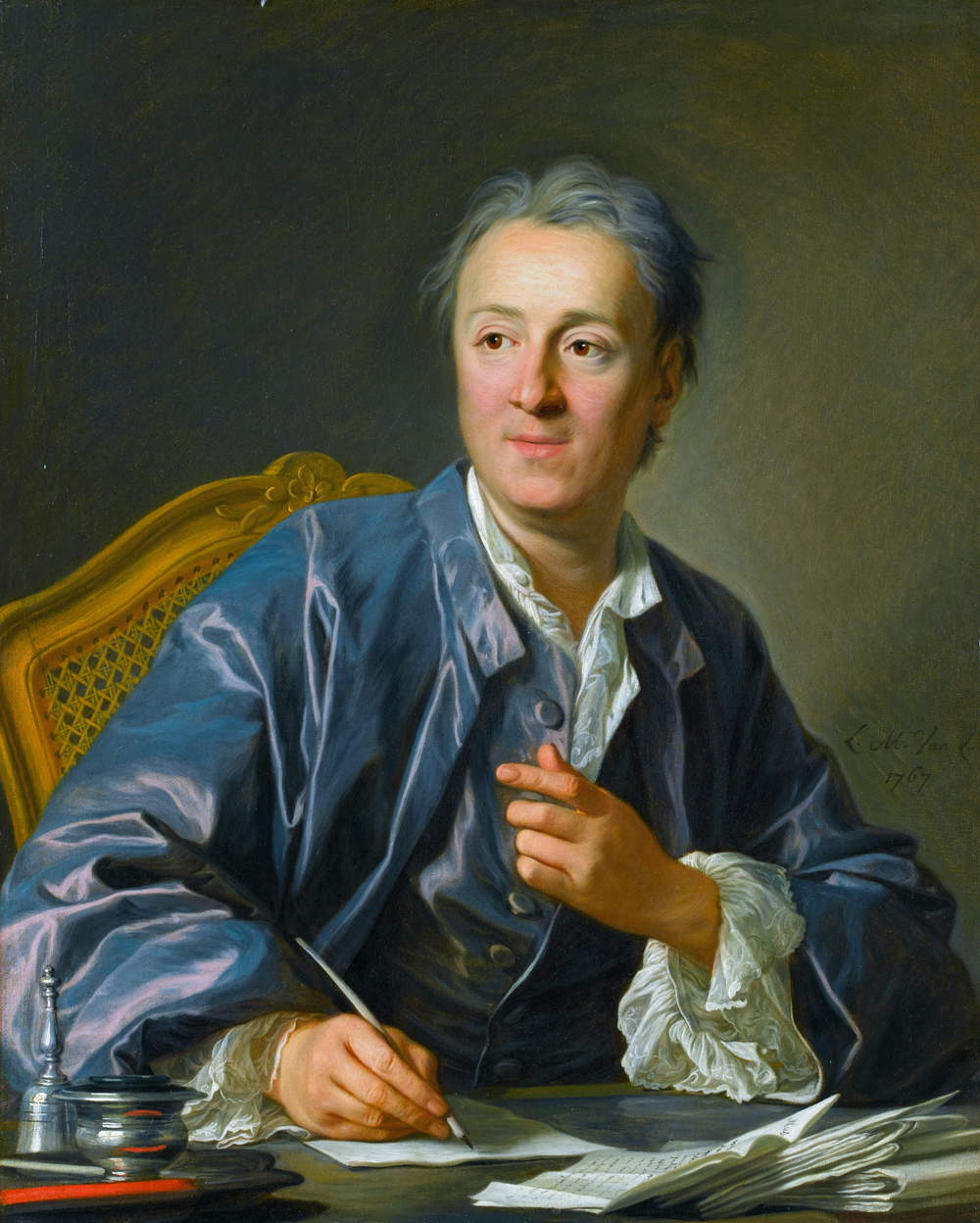
Louis-Michel van Loo, Chân dung Denis Diderot, 1767
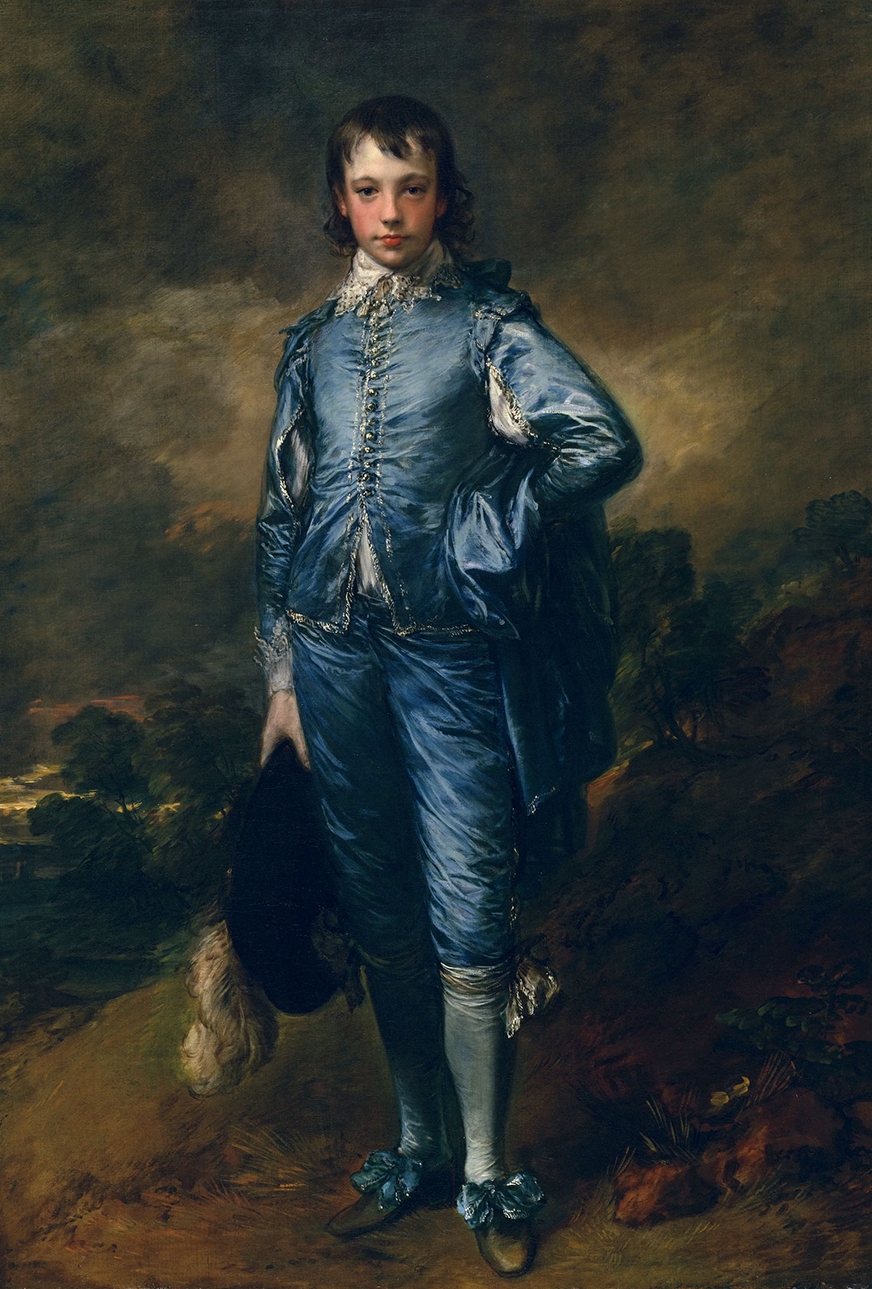
Thomas Gainsborough, Cậu bé mặc đồ xanh, 1770
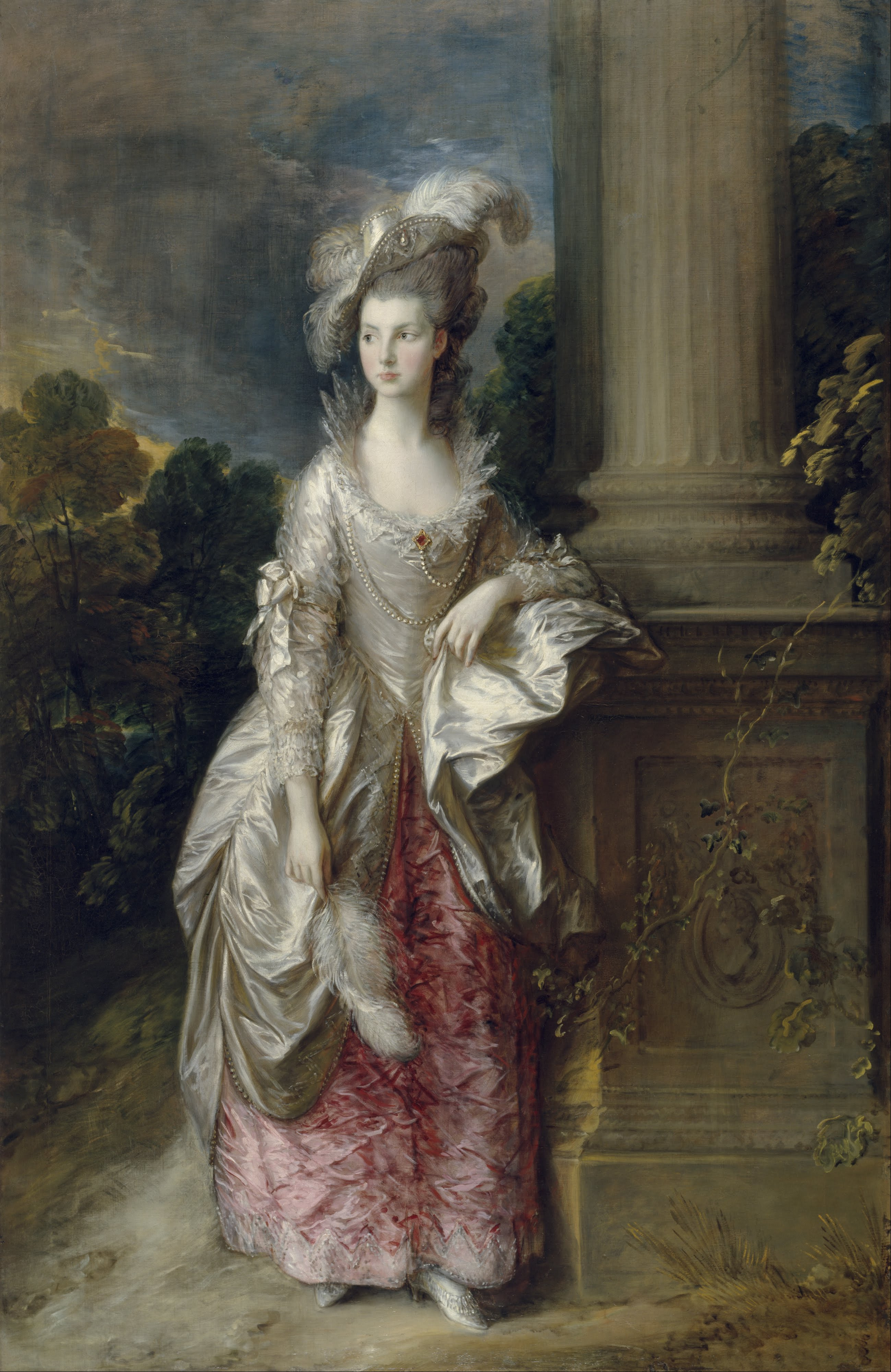
Thomas Gainsborough, Chân dung Bà Mary Graham, 1777